# Союз МС-22
Союз МС-22 «К. Э. Циолковский» (№ 751) — российский транспортный пилотируемый космический корабль серии «Союз МС», запуск которого к Международной космической станции состоялся 21 сентября 2022 года.
Экспедицию МКС-68, которая началась осенью 2022 года, возглавил космонавт Сергей Прокопьев, с ним полетели бортинженеры Дмитрий Петелин и астронавт НАСА Франсиско Рубио.
Экипаж корабля подбирали психологи Центра подготовки космонавтов им. Ю. А. Гагарина, он прошёл медицинскую комиссию в 2020 году.
«Союз МС-22» получил собственное имя — и назван в честь русского ученого, изобретателя и основоположника теории освоения космического пространства Константина Циолковского.
Запуск корабля был произведён с космодрома Байконур с помощью ракеты-носителя «Союз-2.1а» 21 сентября 2022 года в 16:54:49 мск (13:54:49 UTC) .
Полёт корабля прошёл по двухвитковой схеме сближения с МКС и составил около трёх часов.
Запуск корабля «Союз МС-22» стал первым в рамках соглашения Роскосмоса и НАСА о перекрёстных полётах.
17 ноября 2022 года Сергей Прокопьев и Дмитрий Петелиным совершили выход в открытый космос для работ на внешней поверхности МКС.
В ходе миссии был проведён эксперимент по производству деталей на 3D принтере в условиях космоса.
15 декабря 2022 года произошла разгерметизация внешнего контура системы охлаждения корабля, в результате чего температура на борту поднялась до 30 градусов. Роскосмос принял решение о возвращении корабля на Землю в беспилотном режиме.
28 марта 2023 года спускаемый аппарат корабля «Союз МС-22» в беспилотном режиме приземлился в районе казахстанского города Жезказган.

## Экипаж
| Космонавт        | Должность              | № полёта        | Организация     |
| Основной экипаж  | Основной экипаж        | Основной экипаж | Основной экипаж |
| ---------------- | ---------------------- | --------------- | --------------- |
| Сергей Прокопьев | командир ТПК «Союз МС» | 2               | Роскосмос       |
| Дмитрий Петелин  | бортинженер            | 1               | Роскосмос       |
| Франсиско Рубио  | бортинженер            | 1               | НАСА            |
| Дублёры          |                        |                 |                 |
| Олег Кононенко   | Командир ТПК «Союз МС» | 4               | Роскосмос       |
| Николай Чуб      | бортинженер            | 1               | Роскосмос       |
| Лорел О’Хара     | бортинженер            | 1               | НАСА            |

### Подбор экипажа
Выступая в эфире программы «Вечерний Ургант» на Первом канале в июне 2020 года, командир отряда космонавтов Олег Кононенко рассказал, что он и Анна Кикина включены в экипаж корабля, который отправится на МКС осенью 2022 года.

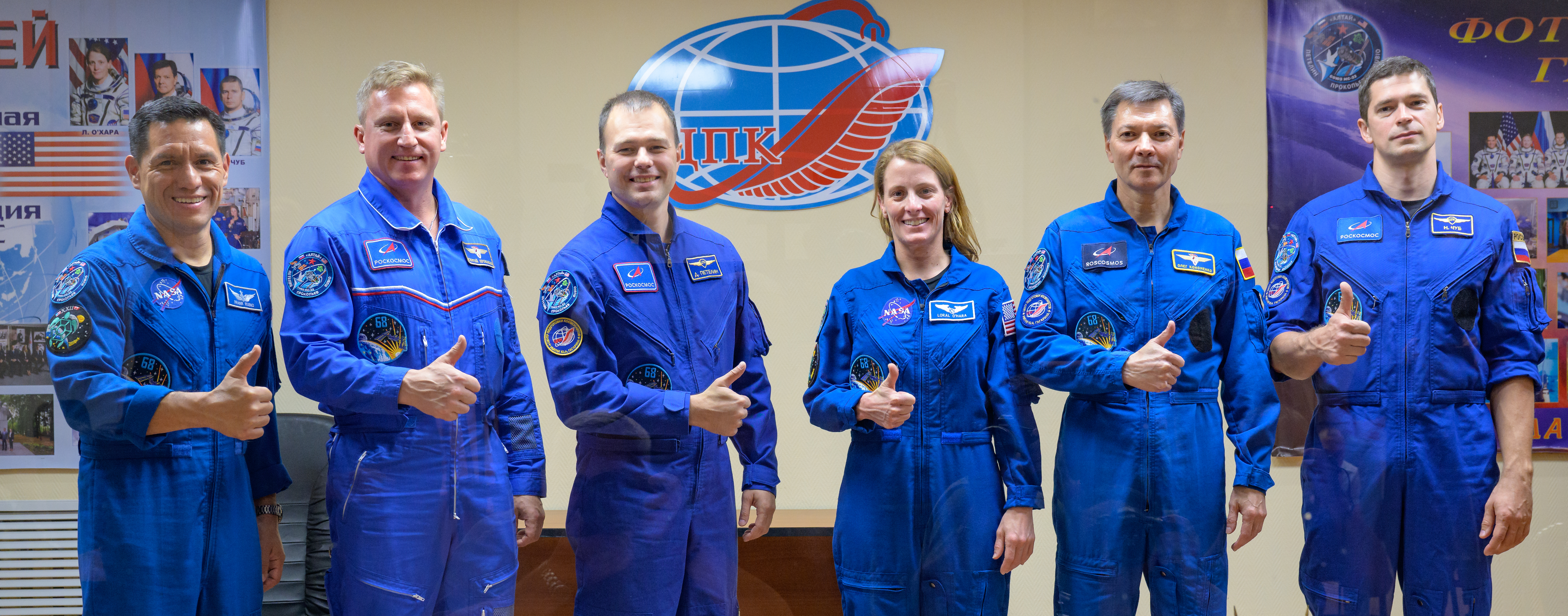
Николай Чуб, Олег Кононенко, Дмитрий Петелин, Анна Кикина, Лорел О’Хара и Фрэнк Рубио

В феврале 2021 года в подмосковном лесу условный экипаж в составе космонавтов Олега Кононенко, Николая Чуба и инструктора 32 отдела ЦПК Дмитрия Закотенко принял участие в однодневной зачётной тренировке по «зимнему выживанию». Отрабатывались действия, которые предстоит совершить, если посадка спускаемого аппарата при возвращении на Землю произойдёт зимой в лесной местности. По заключению руководителей тренировки, программа была выполнена полностью, все поставленные задачи достигнуты. Предполагалось, что в экипаже корабля «Союз МС-22» Николай Чуб сменит Анну Кикину, либо Олег Кононенко получит назначение в другой экипаж.
В мае агентству РИА Новости стал известен состав намеченных экипажей для полёта в 2022 году — в экипаж «Союз МС-22» получили назначения Сергей Прокопьев, Анна Кикина и Дмитрий Петелин. Однако, также, рассматривалась возможность, что третьи места в кораблях «Союз» будут переданы американской стороне, предполагалось, что Дмитрий Петелин отправится на МКС на американском космическом корабле.

### Тренировки и медицинская комиссия
Экипаж корабля был утверждён в мае 2021 года, в него вошли командир Сергей Прокопьев, бортинженеры Дмитрий Петелин и Анна Кикина. В том же составе они были включены в дублирующий экипаж ТПК «Союз МС-21». Медицинскую комиссию основной экипаж прошел в конце 2020 года, в 2021 году проходил тренировки.

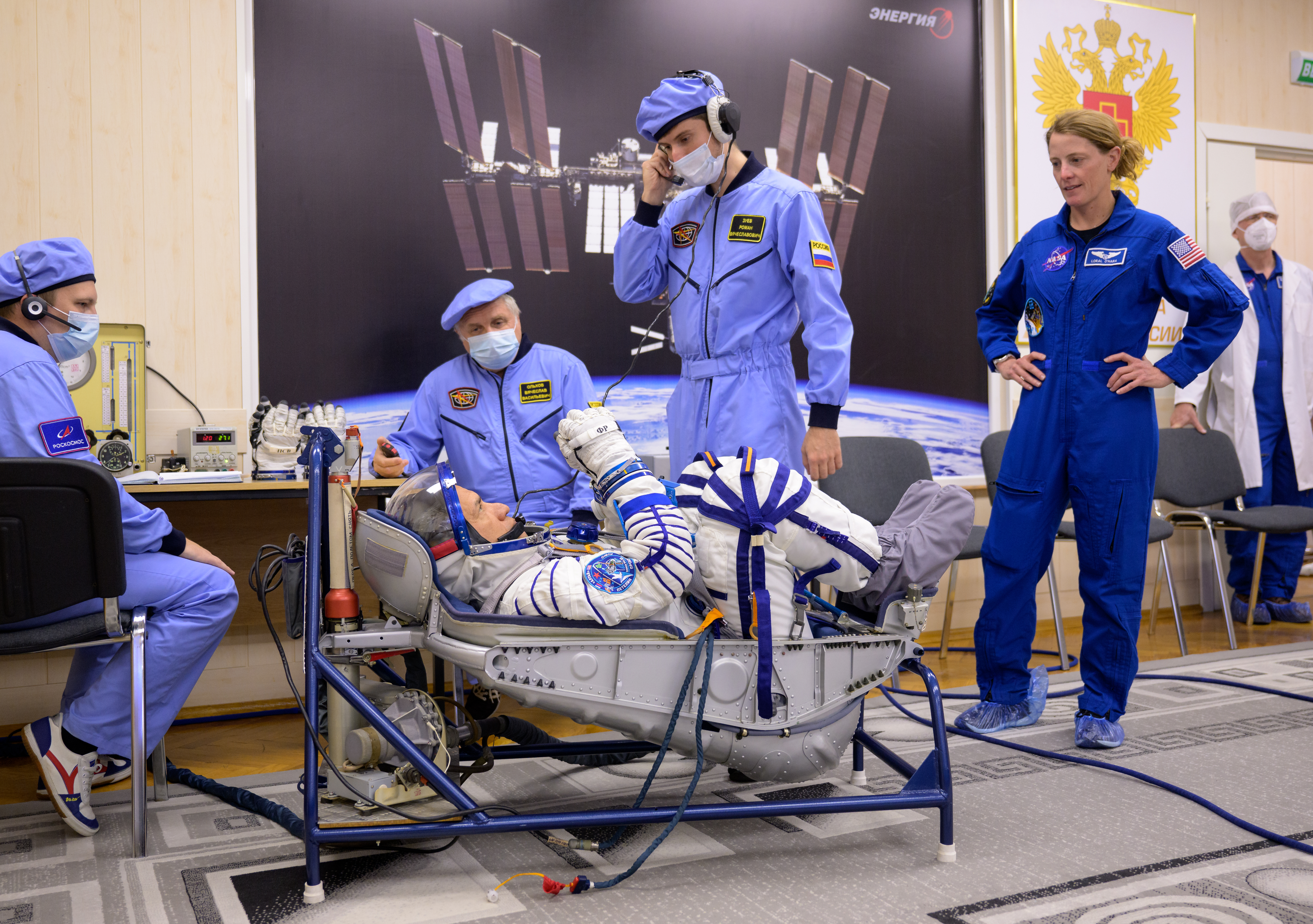
Лорел О’Хара и Фрэнк Рубио вместе с российскими медиками

В июне 2021 года на базе Ногинского спасательного центра МЧС проводились тренировки космонавтов при посадке спускаемого аппарата на поверхность воды. Тренировки проходили 6 экипажей. Анна Кикина, вернувшаяся незадолго до этого из США, проходила тренировку в составе условного экипажа вместе с Фрэнком Рубио и инструктором ЦПК. В тренировке участвовали космонавты Роскосмоса Олег Кононенко, Сергей Прокопьев, Дмитрий Петелин, Николай Чуб, Андрей Федяев, Анна Кикина и астронавты НАСА Лорел О’Хара и Фрэнк Рубио.
В декабре Роскосмос сообщил, что в случае подписания договора о «Перекрёстных полётах», Анна Кикина полетит на американском космическом корабле, а американский астранавт Фрэнк Рубио полетит с российским экипажем. 3 февраля 2022 года, условный экипаж в составе Лорел О’Хара, инструктора ЦПК Дмитрия Закотенко и Фрэнка Рубио принял участие в тренировке по действиям при посадке в лесисто-болотистой местности зимой.
Сергей Прокопьев намерен поздравить жителей столицы Урала Екатеринбурга с 300-летием, для этого возьмёт с собой флаг с гербом города. Эту традицию космонавт заложил ещё в 2018 году, когда празднование дня города началось с его послания из космоса.

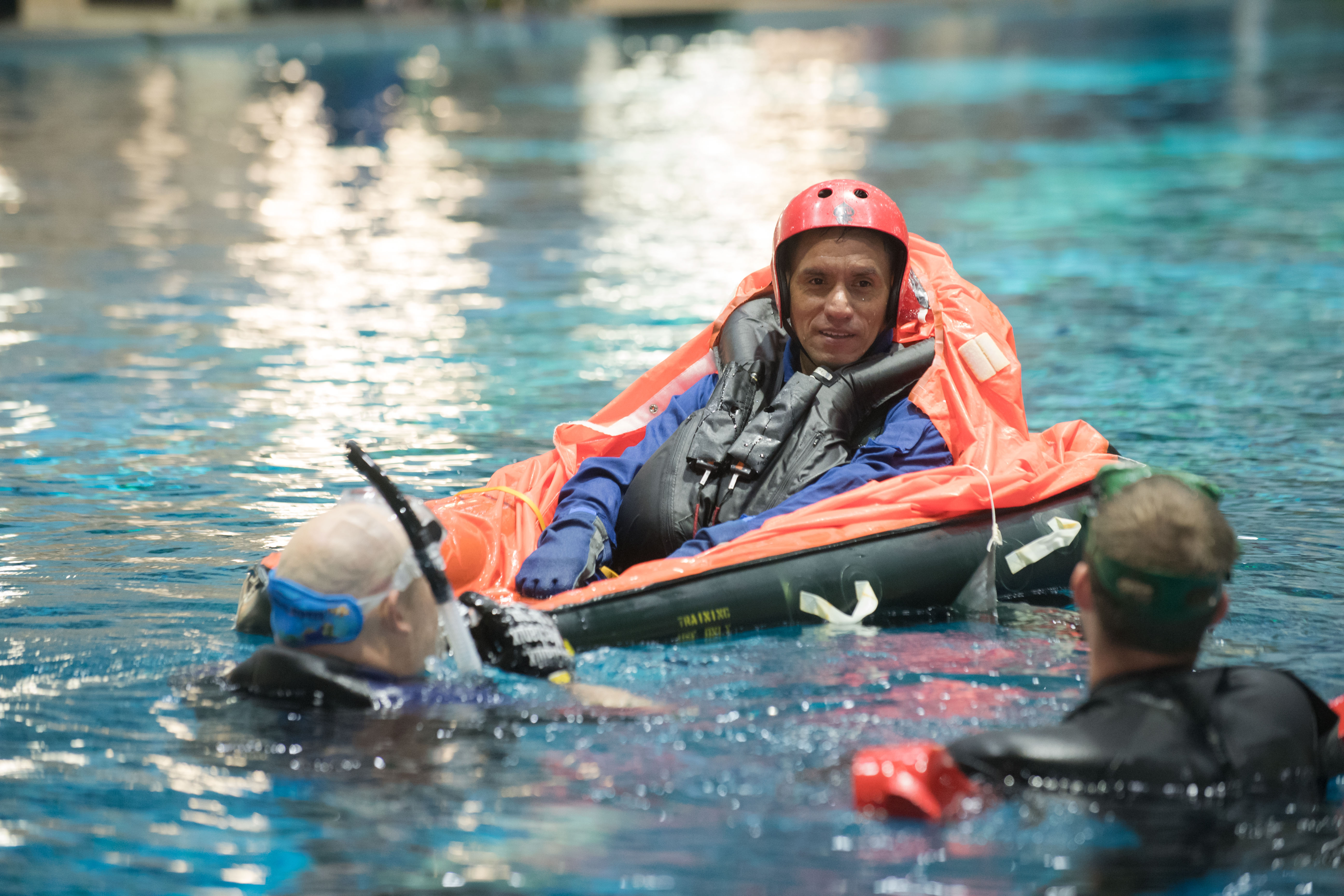
Фрэнк Рубио на водной тренировке

Так как на борт корабля космонавт может взять 1,5 килограмма вещей, Сергей Валерьевич намерен прихватить с собой флаг Екатеринбурга, флаг Екатеринбургского планетария и Музея космоса в Верхней Пышме, а также, он возьмёт с собой флаг «Областной газеты» и предметы, связанные с историей города: фотографии, открытки и другие вещи, на которые поставит штемпель и вернувшись на Землю, эти вещи станут экспонатами музея. Кроме того Прокопьев планирует взять с собой флаг Свердловской области, небольшие флаги екатеринбургской школы № 64 и Академии бокса Кости Цзю. Возможно удастся доставить на МКС флаг который сейчас находится в Антарктиде у старшего брата Александра Прокопьева находящегося там в составе 66-й Российской антарктической экспедиции.

### Окончательный состав экипажа

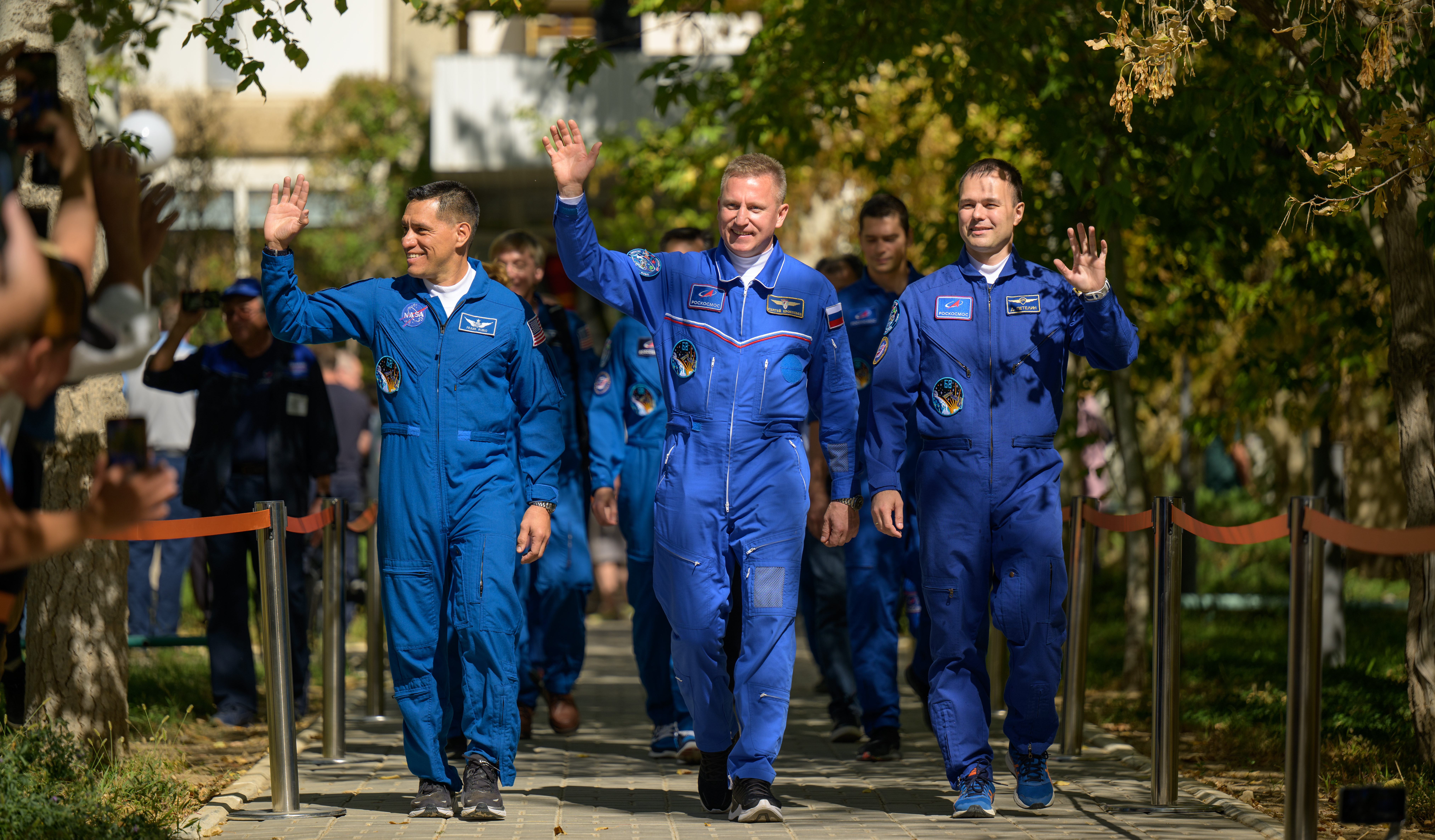
Экипаж корабля, Фрэнк Рубио, Сергей Прокопьев, Дмитрий Петелин

В июле 2022 года Роскосмос сообщил, что была заключена договоренность и подписано соглашение о «Перекрёстных полётах», согласно которому Анна Кикина полетит на американском корабле, а Фрэнк Рубио войдёт в экипаж российского корабля «Союз МС-22». Экипаж корабля подбирали психологи Центра подготовки космонавтов им. Ю. А. Гагарина. Задачей было подобрать экипаж так, что бы они чувствовали себя комфортно на протяжении 6 месяцев полёта в замкнутом пространстве. Бортинженер Дмитрий Петелин родился в Казахстане, в 2000-х он учился на аэрокосмическом факультете Южно-Уральского Государственного Университета в Челябинске. Возможно, это стало одним из факторов его включения в миссию под руководством Сергея Прокопьева. Петелин с 2012 года проходит подготовку к полётам. За это время он отработал действия после приземления зимой в лесу, степи, горах, условиях полупустыни на Байконуре, подъём в кабину вертолёта, парашютную и водолазную подготовки.

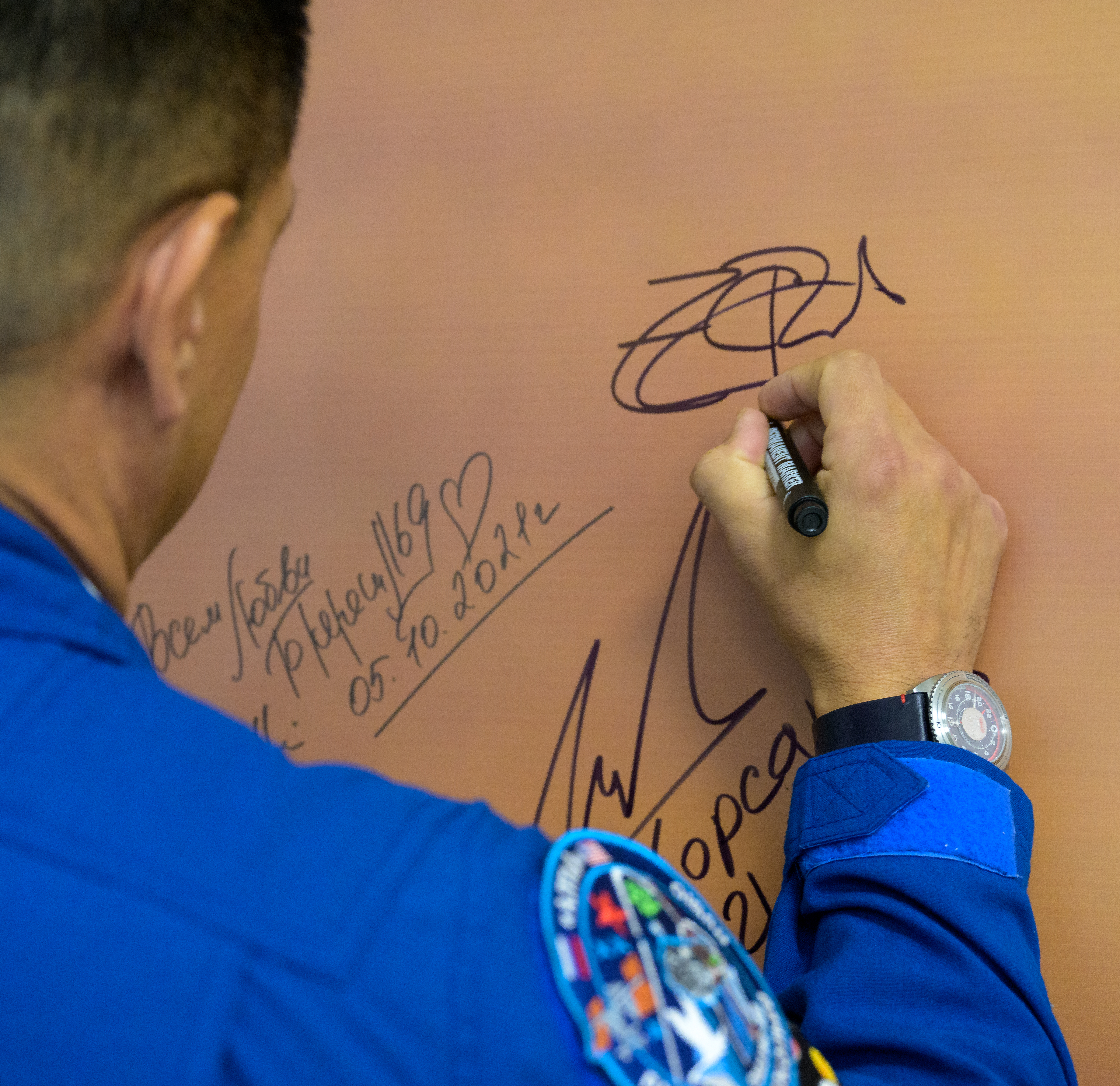
Фрэнк Рубио подписывает дверь гостиничного номера

Всего в рамках экспедиции запланировано 5 выходов экипажа в открытый космос. Все выходы в космос осуществятся для обеспечения полноценной работы российского модуля МЛМ. Экипаж «Союза МС-22», который стартовал осенью на МКС, начал тренировки совместно с астронавтом NASA Фрэнком Рубио летом. Фрэнк Рубио с нетерпением ждал своего первого полёта и возможности оставить подпись на двери гостиничного номера, как это делали космонавты до него. Когда он узнал, что назначен в экипаж, то радовался, как ребёнок. На борт МКС были доставлены тюбики с вареньем, которые будут использованы для приготовления торта к дню рождения командира корабля.

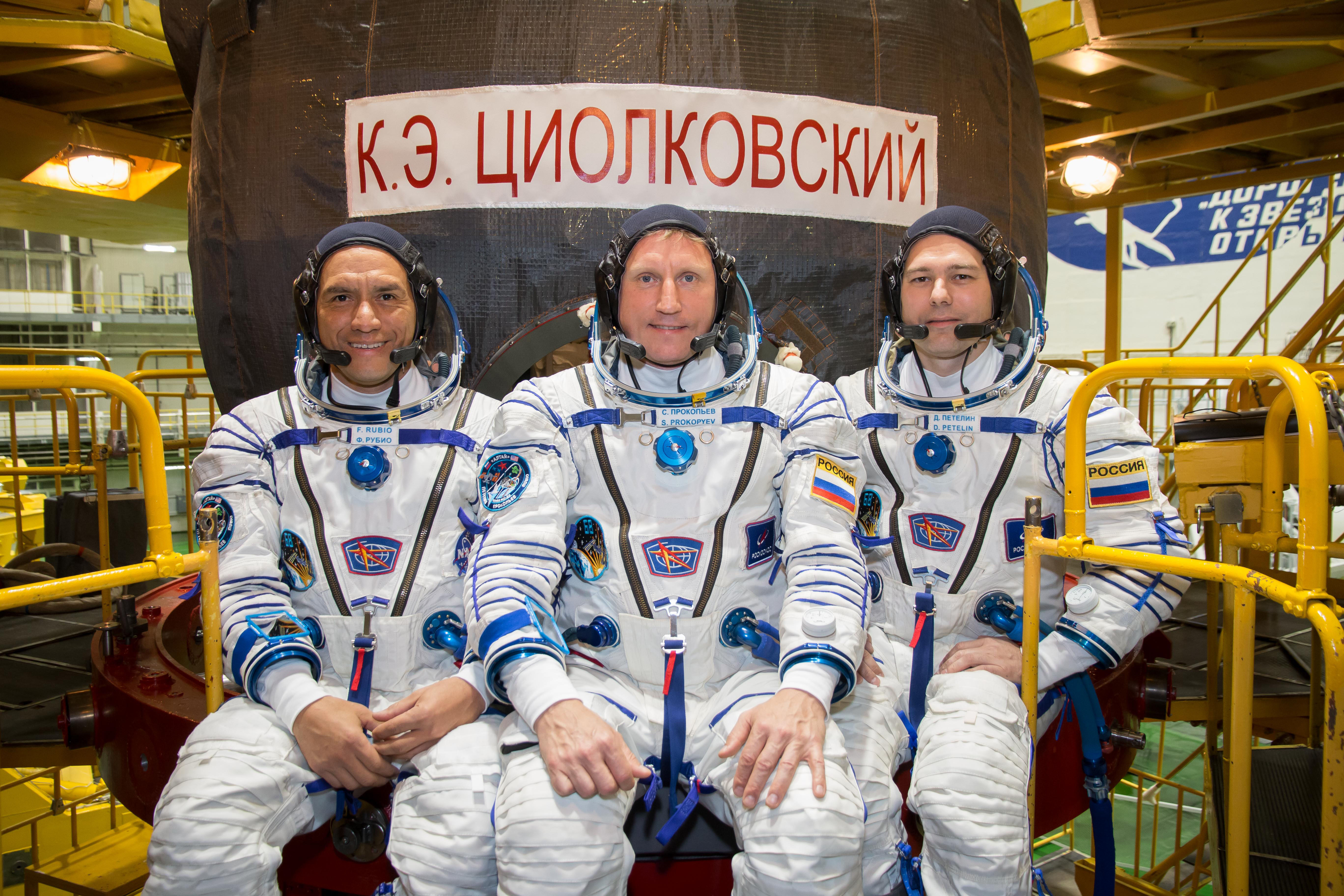
Экипаж корабля на «примерке» в сентябре

В сентябре 2022 года межведомственная комиссия допустила основной и дублирующий экипаж корабля к предстартовой подготовке на космодроме Байконур, сообщили в Центре подготовки космонавтов. В состав комиссии входили представители госкорпорации Роскосмос, ЦПК, РКК Энергия и Федерального медико-биологического агентства. 30-31 августа в ЦПК имени Ю. А. Гагарина экипажи экспедиции МКС-68 проходили комплексную экзаменационную тренировку.

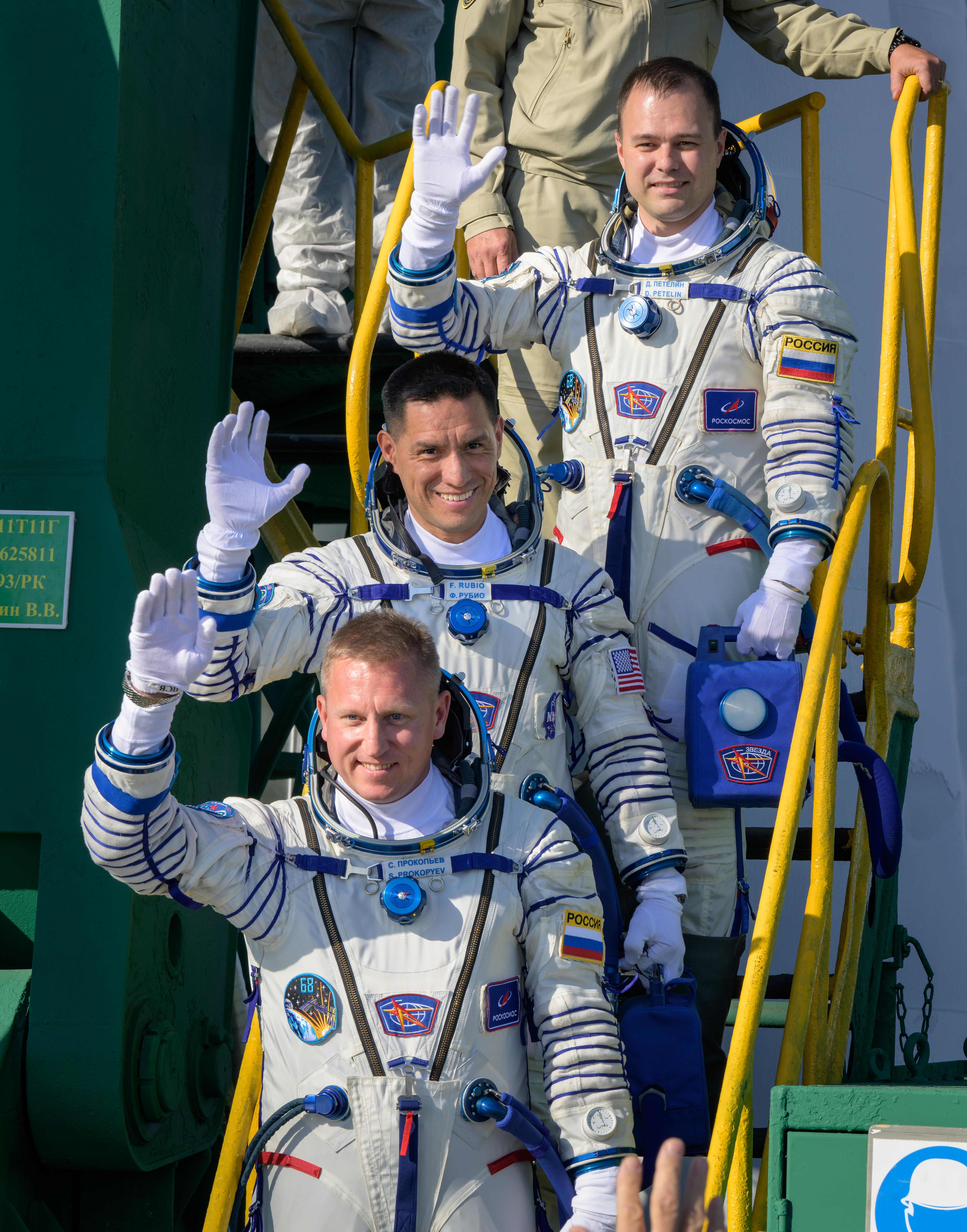
Экипаж ТПК «Союз МС-22» перед стартом

5 сентября экипажи 68-й длительной экспедиции на МКС двумя спецбортами вылетели с подмосковного аэродрома Чкаловский в Казахстан для прохождения завершающего этапа предстартовой подготовки на космодроме Байконур. Через несколько часов самолёты с основным экипажем, борт Ту-204-300 «Сергей Королёв», и дублирующим экипажем, борт Ту-134 RF-65151, приземлились на аэродроме Крайний.
Первая «примерка» корабля «Союз МС-22» экипажем состоялась 7 сентября 2022 года на космодроме «Байконур». В монтажно-испытательном корпусе 254-й площадки космонавты одели скафандры «Сокол-КВ2» и протестировали их на герметичность, после чего в корабле «Союз МС-22» проверили работу служебного оборудования, изучили программу полёта, ознакомились с бортовой документацией и доставляемыми на МКС грузами. Отработали динамические операции и проконтролировали укладки с оборудованием и материалами. Осмотрели грузовой корабль «Прогресс МС-21», проходящий наземные испытания перед запуском к МКС.

### Перекрёстные полёты

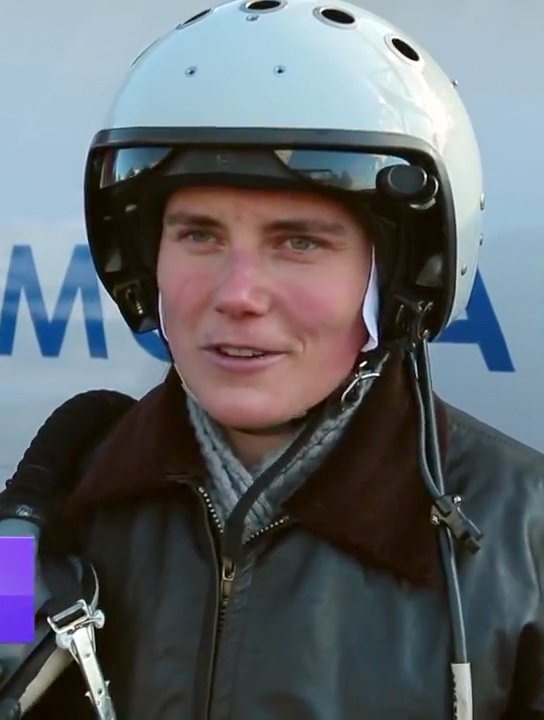
Анна Кикина

С 2021 года в состав основного экипажа входила Анна Кикина, а в состав резервного экипажа — космонавт Андрей Федяев. В декабре 2021 года Дмитрий Рогозин сообщил, что Кикина полетит осенью 2022 года на американском корабле SpaceX Crew-5 по программе перекрёстных полётов, в связи с чем в составе экипажа «Союза» будет включён астронавт НАСА. В январе 2022 года Роскосмос объявил, что Анна Кикина продолжает подготовку в составе основного экипажа «Союз МС-22», но в случае подписания между Роскосмосом и НАСА соглашения о «перекрёстных» полётах на МКС Анну Кикину планируется ввести в состав основного экипажа корабля Crew Dragon (полёт USCV-5), а вместо неё в состав основного экипажа корабля «Союз МС-22» войдёт астронавт NASA Франсиско Рубио.

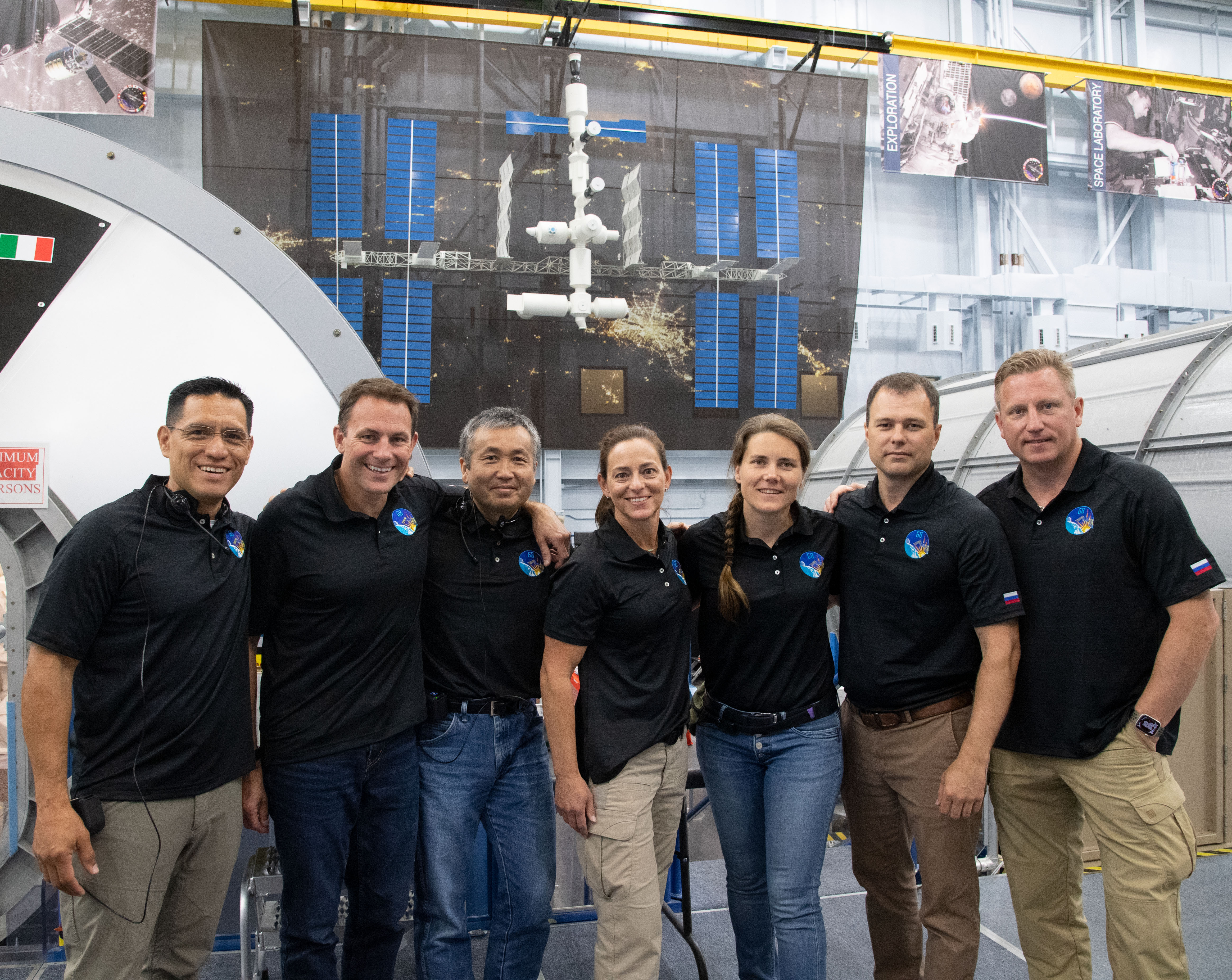
Участники экспедиции, включая тех, кто полетел по программе «Перекрёстных полётов» Анна Кикина и Фрэнк Рубио

В январе 2022 года космонавту Николаю Чубу было отказано без объяснения причин в визе в США для посещения Космического центра им. Линдона Джонсона и проведения там пятинедельной сессии по ознакомлению с американским сегментом МКС. В Роскосмосе посчитали, что решение американской стороны угрожает безопасности космонавта на МКС. После публикации данной информации в СМИ, виза космонавту Чубу для поездки в США была выдана через несколько дней, также американскую визу получила космонавт Анна Кикина.

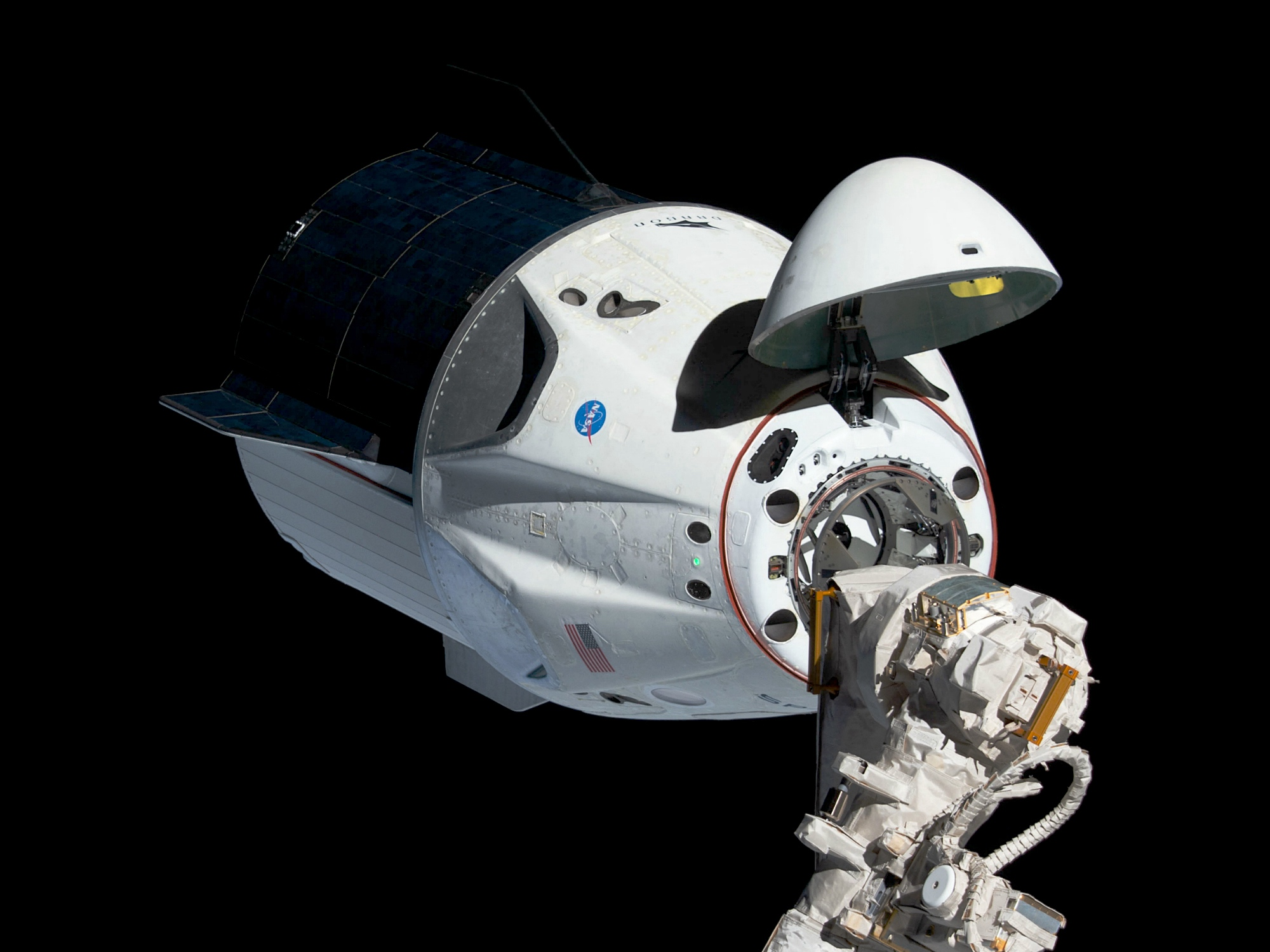
Crew Dragon

В мае 2022 года Рогозин заявил, что Роскосмос исключил полёты российских космонавтов на американских кораблях из-за вопросов технического и политического характера. В июне 2022 года, премьер-министр РФ Михаил Мишустин подписал распоряжение о проведении переговоров между Роскосмосом и НАСА о перекрёстных полётах российских космонавтов и американских астронавтов на МКС. Перекрёстные полёты необходимы для того чтобы обеспечить бесперебойную работу МКС. Их суть сводится к тому, что одно место на корабле «Союз» занимает американский космонавт, а место на американском космическом корабле получает российский космонавт. 25 июня 2022 года Кикина отправилась в США для прохождения очередного этапа подготовки к полёту на корабле Crew Dragon. 15 июля 2022 года было подписано соглашение между НАСА и Роскосмосом о перекрёстных полётах, вследствие чего Анна Кикина на МКС отправилась в составе экипажа миссии Crew-5, а её место на «Союзе МС-22» занял Франсиско Рубио.

## История

### Учения спасателей
Старт был назначен на 21 сентября 2022 года в 16:54 мск, с целью проведения шестимесячной миссии МКС-68 и было запланировано, что полёт до МКС пройдет по трёхчасовой схеме.

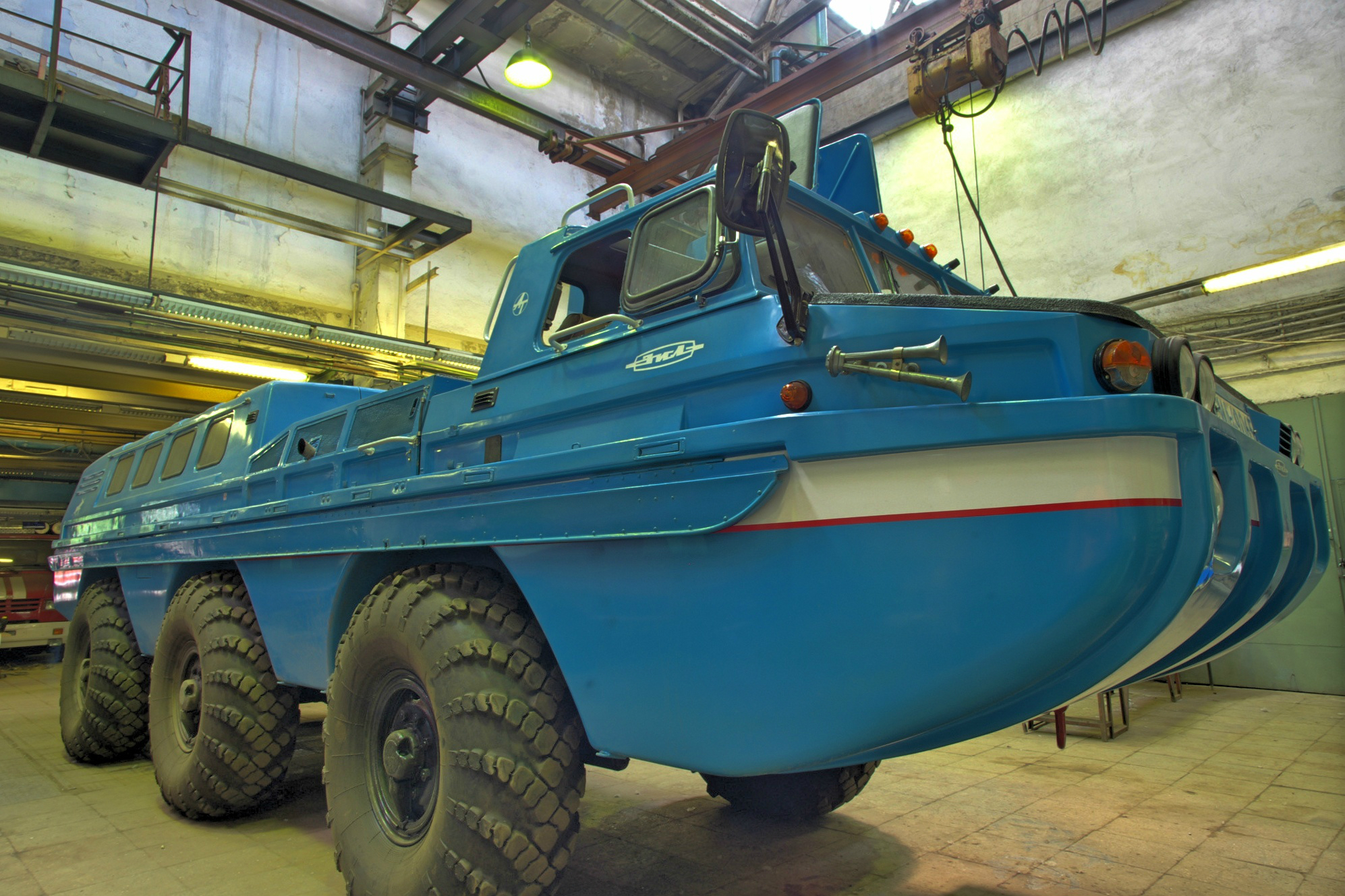
Синяя птица

В феврале спасатели ЦВО завершили подготовительный цикл тренировок перед участием в обеспечении безопасности запусков и посадок космических кораблей «Союз МС-21», «Союз МС-22» и «Союз МС-19». В ходе учений отрабатывали действия наземной группы с использованием тренажера спускаемого аппарата «Одиссей». Выполнили более 1000 прыжков с парашютом с малых и больших высот от 200 до 4000 метров с вертолётов и самолётов. В финале учений специалистов поисково-спасательной и парашютно-десантной службы было задействовано более 200 военнослужащих из более чем 10 воинских частей, экипажи транспортно-боевых вертолётов Ми-8МТВ5-1, самолётов Ан-26 и поисково-эвакуационных машин ПЭМ-1 и ПЭМ-2 «Синяя птица», специалисты Роскосмоса и Росавиации.

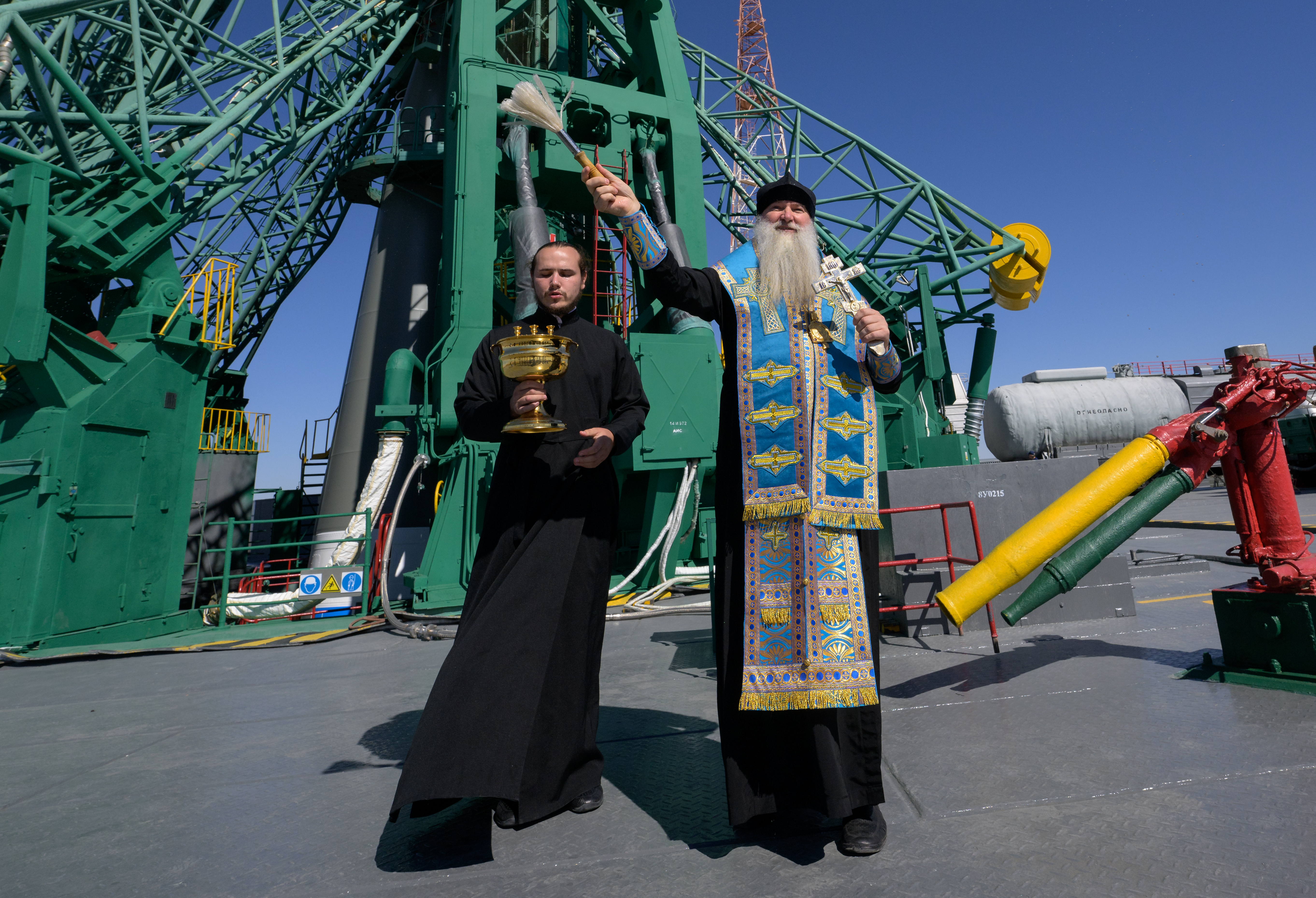
Специальная процедура на стартовом комплексе

В июне 2022 года на станцию Тюратам космодрома Байконур прибыл головной обтекатель под пилотируемый корабль «Союз МС-22», он будет транспортирован на площадку № 254 и размещён на рабочем месте для проведения подготовительных работ. Серия экспериментов на борту МКС с 3D-принтером стартует осенью 2022 года. Космонавт Олег Артемьев рассказал, что эксперименты по изготовлению деталей МКС на борту станции должны начаться, между прилётом экипажа и отбытием корабля «Союз МС-21». 3D-принтер был доставлен на МКС на грузовом корабле «Прогресс МС-20» 4 июня 2022 года.

### Подготовка к запуску

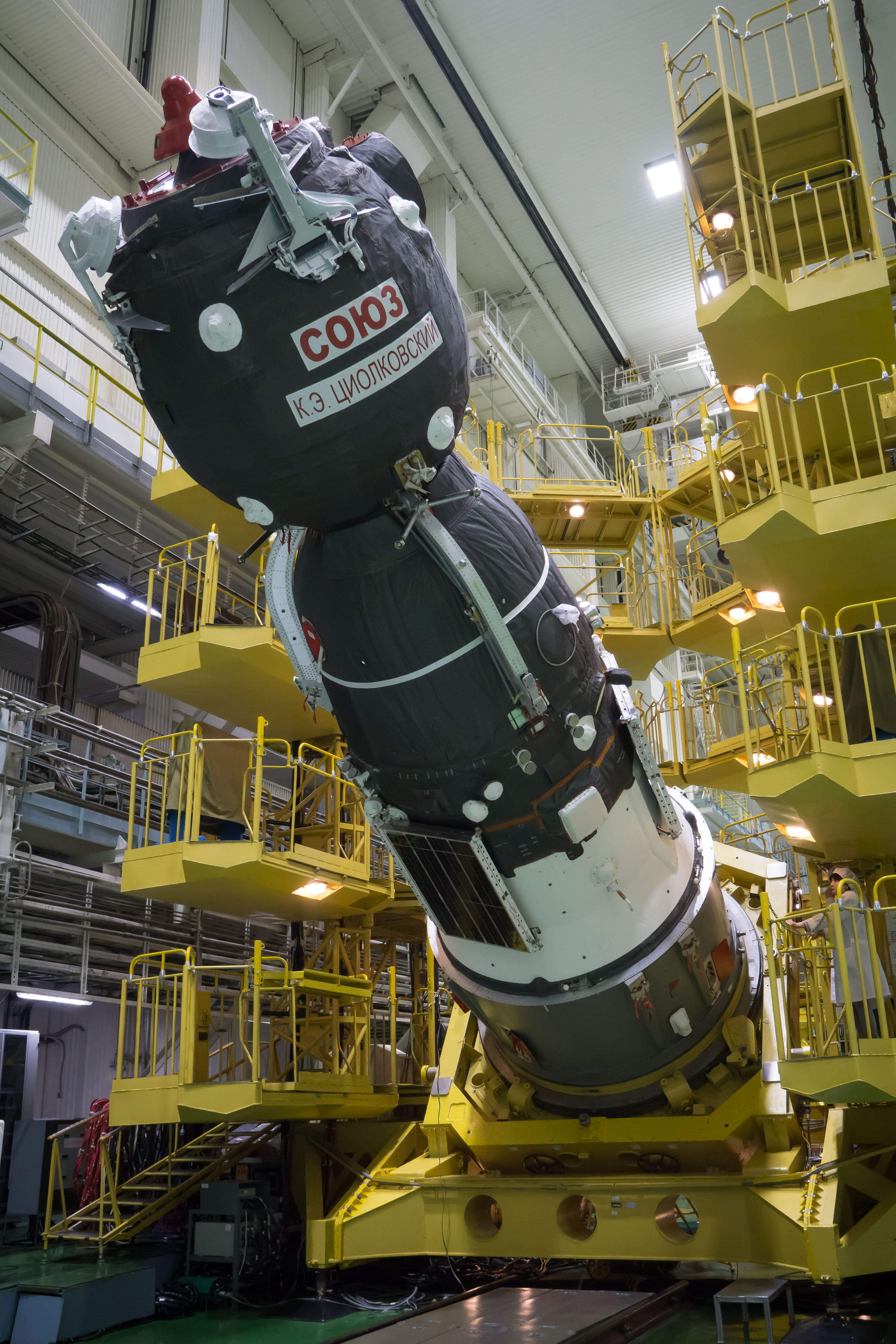
«Союз МС-22» на космодроме Байконур

Осенью 2021 года «Союз МС-22» прошел программу автономных испытаний бортовых систем и агрегатов. Электроиспытания служебной аппаратуры корабля с проверочными включениями радиотехнических систем сближения и стыковки, управления движением и навигации, средств цифрового телевидения и телеметрии завершились операцией прошивки бортовой электронно-вычислительной машины. После окончания комплексных, пневмовакуумных и приемосдаточных испытаний ТПК «Союз МС-22» выдержал процедуру выходного контроля и был подготовлен к отправке на космодром железнодорожным транспортом.
7 декабря 2021 года на контрольно-испытательной станции РКК Энергия им. С. П. Королёва завершился начальный этап заводских контрольных испытаний транспортного пилотируемого корабля. Корабль отправился на космодром Байконур для продолжения подготовки в соответствии с графиком программы транспортного обеспечения Российского сегмента Международной космической станции. Утром 14 декабря в монтажно-испытательном корпусе площадки 254 состоялась выгрузка и установка корабля на рабочее место для проведения процедуры входного контроля и дальнейшей консервации. В ближайшее время специалисты РКК «Энергия» приступят к выполнению внешнего осмотра изделия и проверке механизмов раскрытия панелей солнечных батарей. ТПК «Союз МС-22» будет оставаться в режиме хранения до начала непосредственной подготовки к пуску.

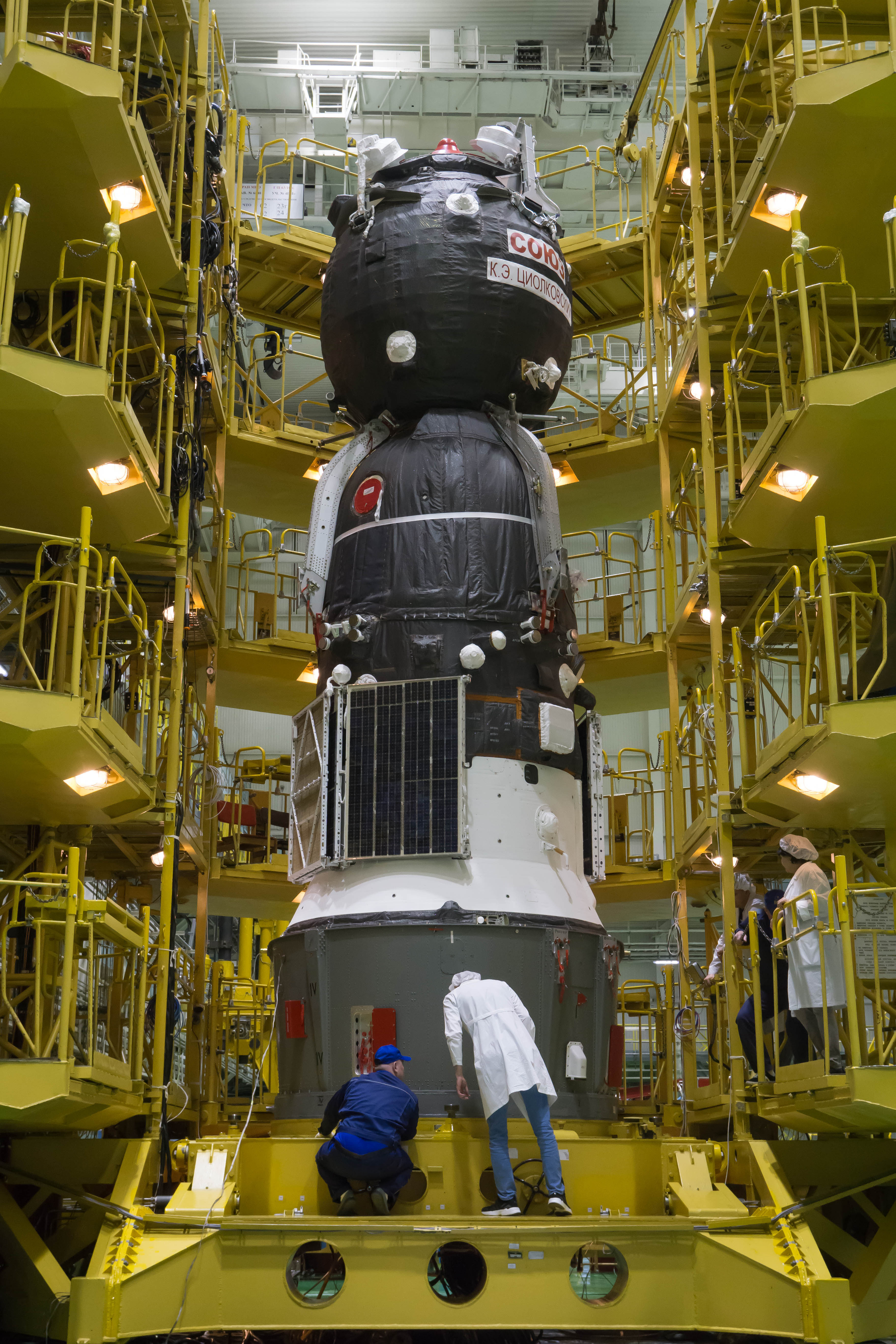
«Союз МС-22» на стапеле

В апреле 2022 года госкорпорация «Роскосмос» сообщила, что на станцию Тюратам прибыл железнодорожный состав с блоками ракеты-носителя «Союз-2.1а», предназначенной для запуска пилотируемого корабля «Союз МС-22».
В июле на техническом комплексе площадки № 254 космодрома Байконур состоялась расконсервация корабля, находившегося в режиме хранения с середины декабря 2021 года. После установки корабля в стапель специалисты Ракетно-космической корпорации «Энергия» имени С. П. Королёва провели внешний осмотр изделия и контроль исходного состояния бортовых систем, подключили наземное испытательное оборудование, выполнили сборку схемы испытаний и проверочные включения служебной аппаратуры.
22 июля в монтажно-испытательном корпусе технического комплекса площадки № 1 под названием «Восток» была проведена механическая сборка «пакета» ракеты-носителя «Союз-2.1а», предназначенной для запуска пилотируемого корабля «Союз МС-22». После завершения сборочных операций, специалисты «Роскосмоса» выполнили перекладку «пакета» на место хранения.
16 августа в монтажно-испытательном корпусе площадки 254 космодрома, после завершения подготовительных мероприятий специалисты РКК «Энергия» и предприятий «Роскосмоса» выполнили транспортировку и загрузку «Союз МС-22» на ложементы вакуумной камеры 17Т523МР для проведения испытаний на герметичность. 22 августа завершились испытания на герметичность в вакуумной камере монтажно-испытательного корпуса площадки 254. 23 августа на заседании Государственной медицинской комиссии, которая проанализировала данные медицинских обследований, космонавты основного и дублирующего экипажей экспедиции МКС-68 были признаны годными к космическому полёту по состоянию здоровья. 29 августа в монтажно-испытательном корпусе площадки 254 космодрома Байконур специалисты РКК Энергия и КЦ «Южный» выполнили плановую операцию контрольной засветки солнечных батарей.

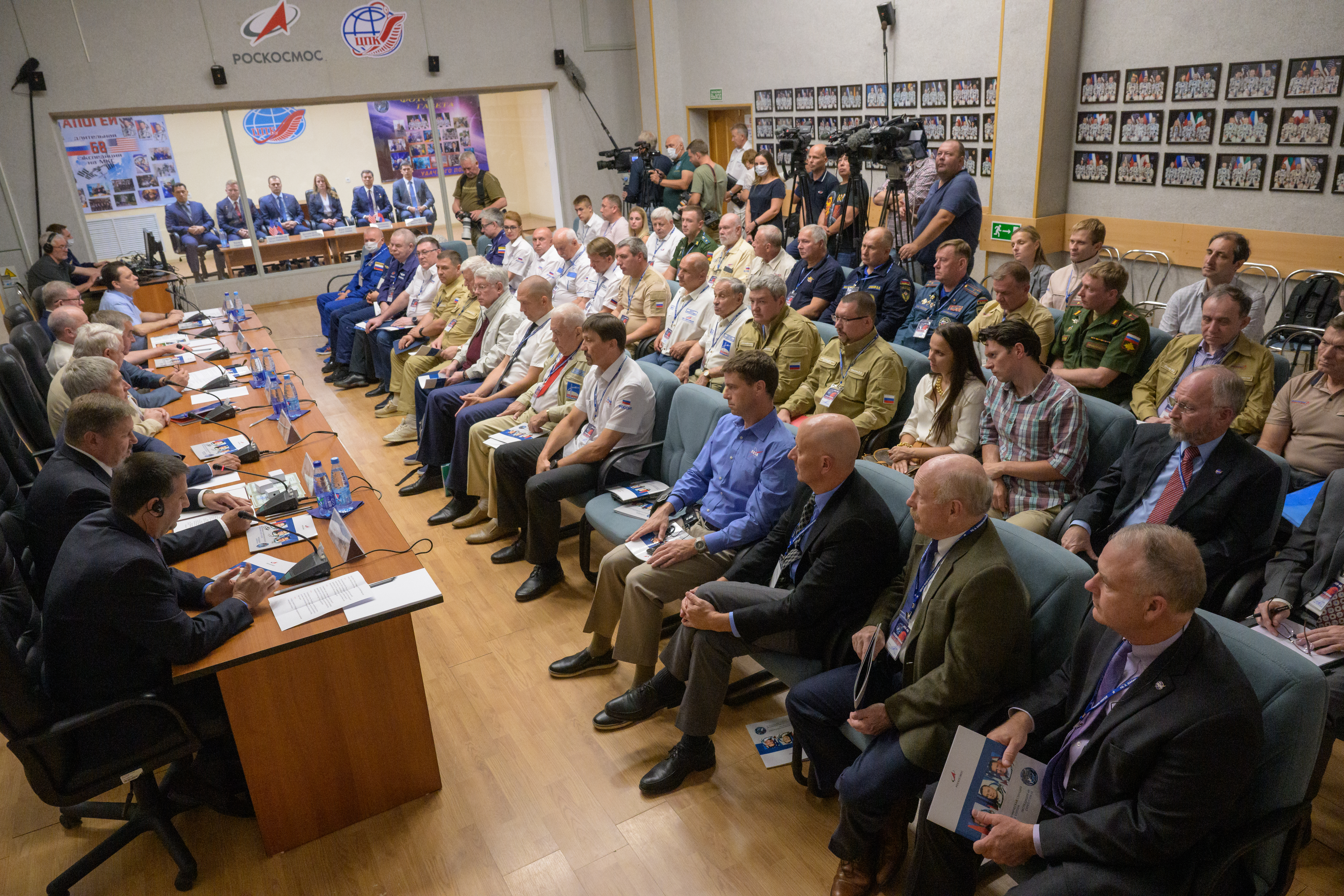
Пресс-конференция

1 сентября в Центре подготовки космонавтов имени Ю. А. Гагарина состоялось заседание Межведомственной комиссии, которая подвела итоги готовности к космическому полёту основного и дублирующего экипажей МКС-68, признав экипажи годными для выполнения поставленных задач. 5 сентября экипаж был доставлен на космодром двумя самолётами. В этот же день состоялась специальная пресс-конференция, на которой рассказали о продолжительности миссии и её целях.

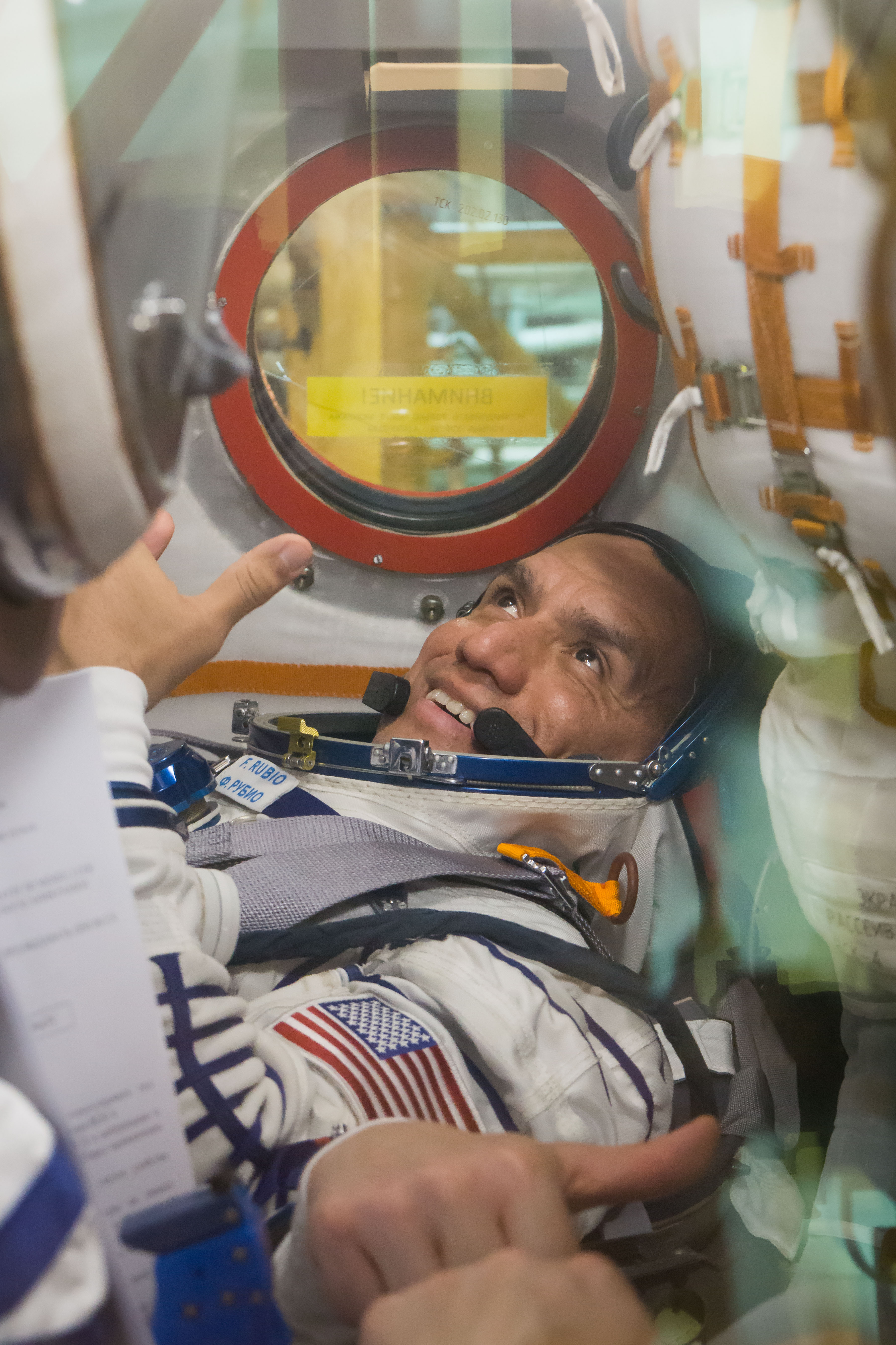
Космонавт Фрэнк Рубио в «Союзе МС-22» во время «примерки»

7 сентября на космодроме Байконур проводилась первая «примерка» корабля экипажем. 9 сентября был доставлен на заправочную станцию. 10 сентября корабль заправили компонентами топлива и сжатыми газами 11 сентября специалисты РКК «Энергия» выполнили технологические операции по стыковке корабля с переходным отсеком блока третьей ступени ракеты-носителя «Союз-2.1а»". 13 сентября состоялся авторский осмотр и проведены заключительные проверки «Союза МС-22», входе которого специалисты выполнили технологические операции по накатке головного обтекателя, провели подготовку сборочно-защитного блока к предстоящему контролю стартовой готовности и завершили размещение доставляемых грузов в обитаемых отсеках корабля. Утром 15 сентября состоялась вторая примерка корабля основным и дублирующим экипажем.

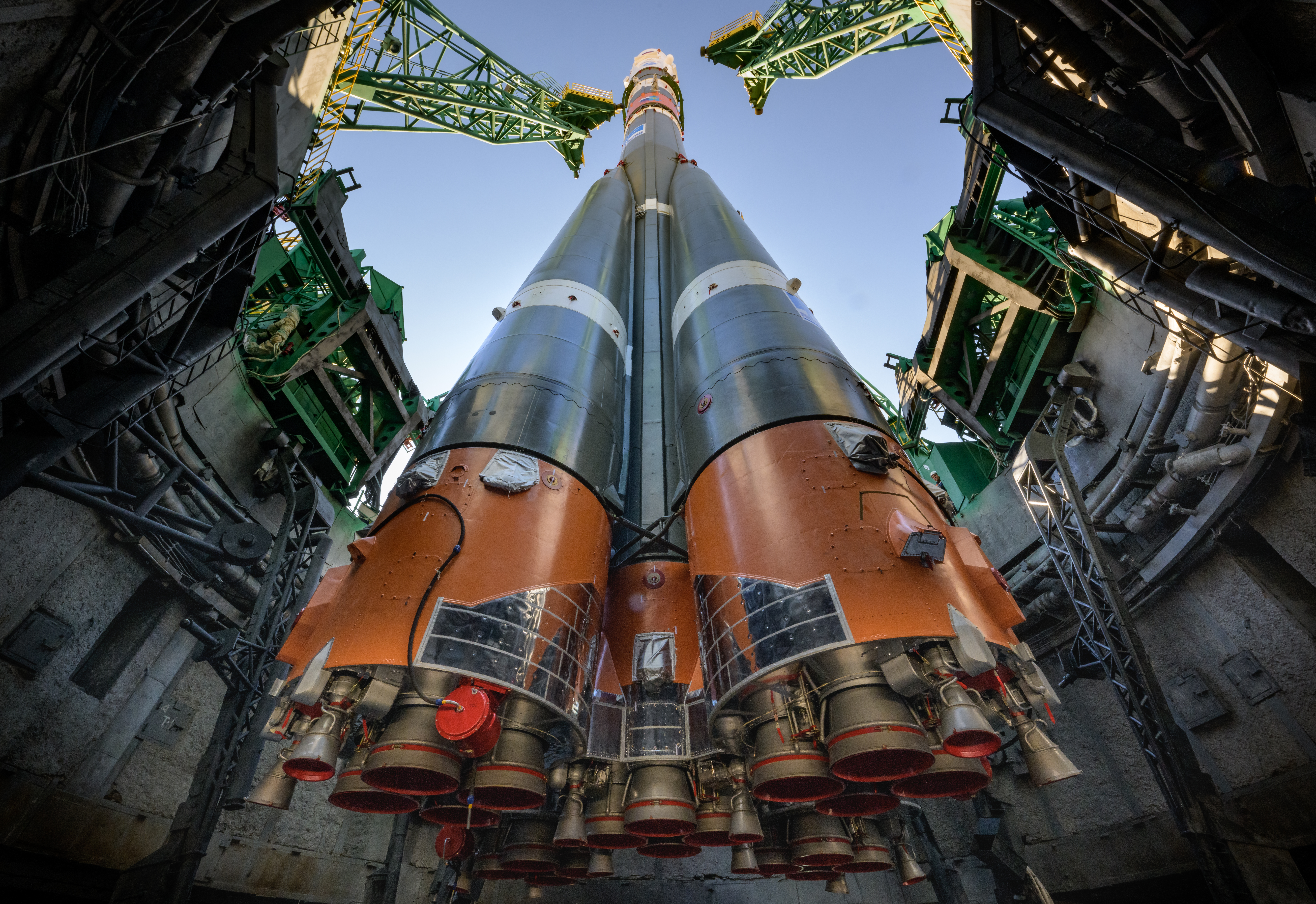
«Союз МС-22» на стартовом столе

15 сентября выполнили погрузку и отправку корабля железнодорожным транспортом в монтажно-испытательный корпус ракеты-носителя на площадке 31, где провели подготовку головного блока к сборке ракеты космического назначения «Союз-2.1а». 16 сентября в монтажно-испытательном корпусе специалисты выполнили комплекс операций по общей сборке ракеты космического назначения «Союз-2.1а» с головным блоком корабля. 18 сентября 2022 года ракету-носитель «Союз-2.1а» с пилотируемым кораблем «Союз МС-22» транспортировали на стартовый комплекс 31-й площадки космодрома Байконур, где после установки её в вертикальное положение, совместный расчет предприятий Госкорпорации «Роскосмос» приступил к подготовке к пуску. Заправку ракеты произвели за несколько часов до старта, пуск ожидался в 16.54 мск 21 сентября. Полёт до станции составил чуть более 3-ех часов.

### Имя корабля
27 июля 2022 года Роскосмос объявил, что пилотируемый корабль «Союз МС-22» получил собственное имя — и назван в честь русского ученого, изобретателя и основоположника теории освоения космического пространства Константина Циолковского, которому 17 сентября исполнилось 165 лет со дня его рождения. На ракету-носитель «Союз-2.1а» нанесён портрет Циолковского и надпись «165 лет со дня рождения К.Э. Циолковского».
24 августа 2022 года председатель совета директоров киностудии «Союзмультфильм» Юлиана Слащёва вручила космонавту Роскосмоса Сергею Прокопьеву плюшевую фигурку Чебурашки, которая стала индикатором невесомости корабля «Союз МС-22» в полёте.

### Полёт

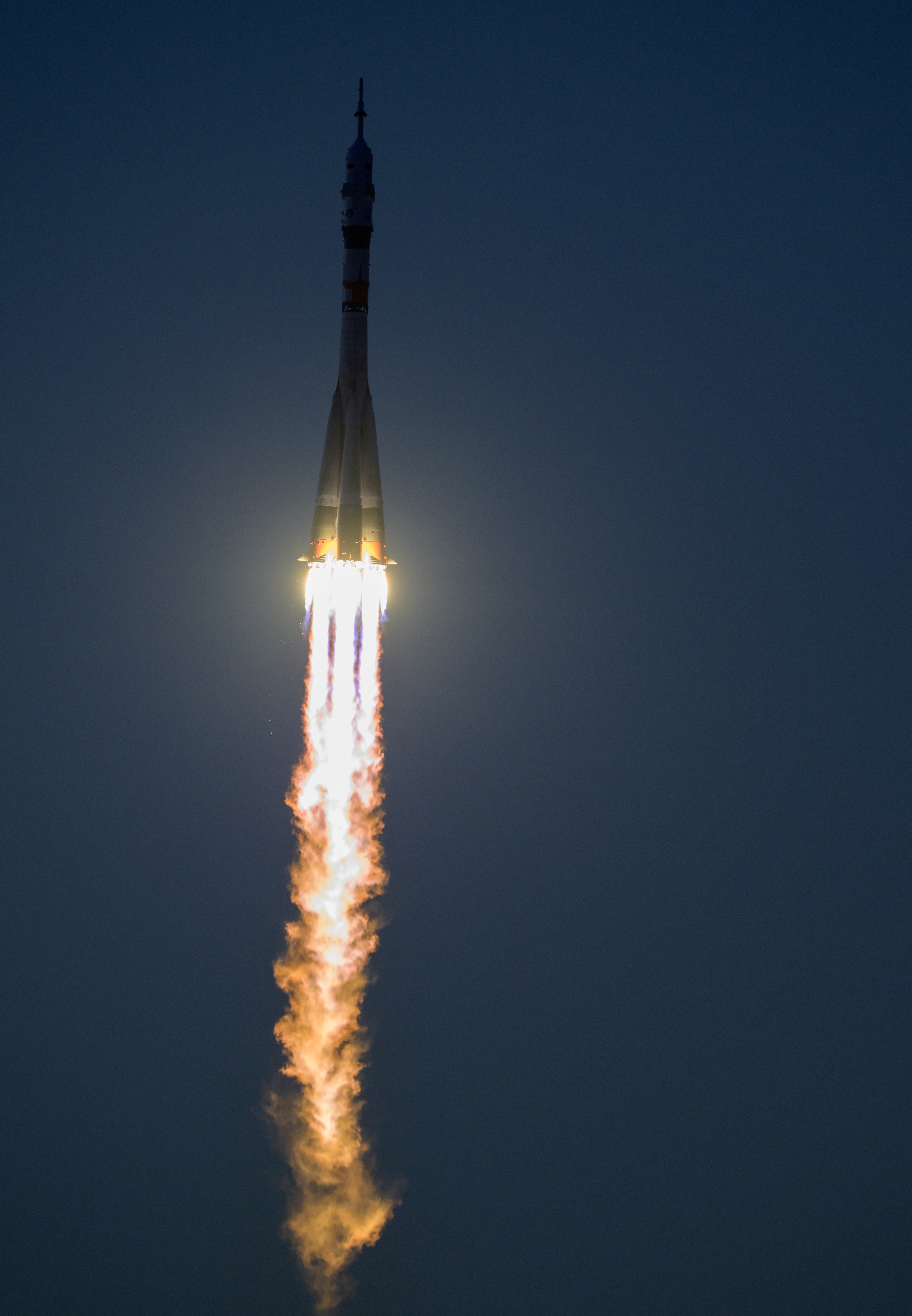
Старт корабля «Союз МС-22»

21 сентября 2022 года в 16:54:49 мск (13:54:49 UTC) состоялся запуск корабля «Союз МС-22» на ракете-носителе «Союз-2.1а» с 31-й площадки космодрома Байконур. Спустя 8 минут 49 секунд после старта корабль отделился от последней ступени носителя и вышел на околоземную орбиту. Полёт проходил по двухвитковой схеме сближения с МКС и составил чуть более трёх часов. Выведение «Союза МС-22» на заданную орбиту, его отделение от третьей ступени ракеты, раскрытие антенн и панелей солнечных батарей корабля прошли в штатном режиме. В 20:06:33 мск (17:06:33 UTC) корабль пристыковался в автоматическом режиме к модулю «Рассвет» (МИМ-1). Запуск корабля «Союз МС-22» стал первым в рамках соглашения Роскосмоса и НАСА о перекрёстных полётах.
12 октября 2022 года Сергей Прокопьев принял командование Международной космической станцией от астронавта ЕКА Саманты Кристофоретти. 28 октября российские члены экипажа МКС-68 приняли грузовой корабль «Прогресс МС-21», который в автоматическом режиме пристыковался к станции.

### Выход в космос

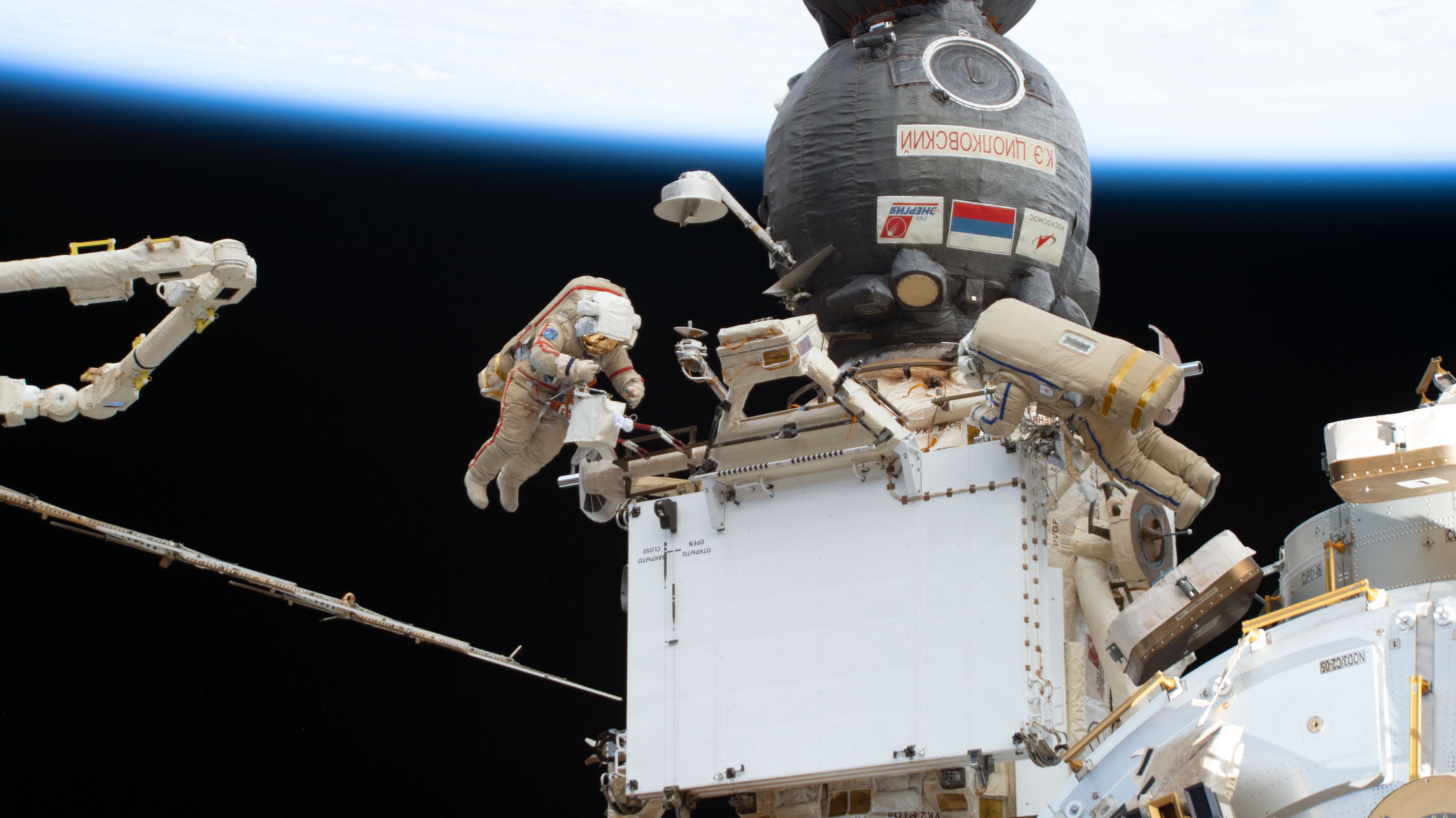
Выход в космос Дмитрия Петелина и Сергея Прокопьева 17 ноября 2022 года.

17 ноября 2022 года Сергей Прокопьев и Дмитрий Петелин совершили выход в открытый космос для проведения работ на внешней поверхности МКС. Космонавты подготовили дополнительный радиационный теплообменник к переносу европейским дистанционным манипулятором ERA с малого исследовательского модуля «Рассвет» на многоцелевой лабораторный модуль «Наука». На модуле «Рассвет» установили адаптер грузовой стрелы на узле захвата FRGF шлюзовой камеры, стравили консервационное давление азота, вакуумировали гидравлические контуры дополнительного радиационного теплообменника и демонтировали шесть стяжек с него. Кроме того, космонавты установили блокиратор на грузовой стреле ГСтМ-2 и смонтировали на модуле «Наука» средства крепления крупногабаритных объектов. Продолжительность выхода составила 6 часов 25 минут.

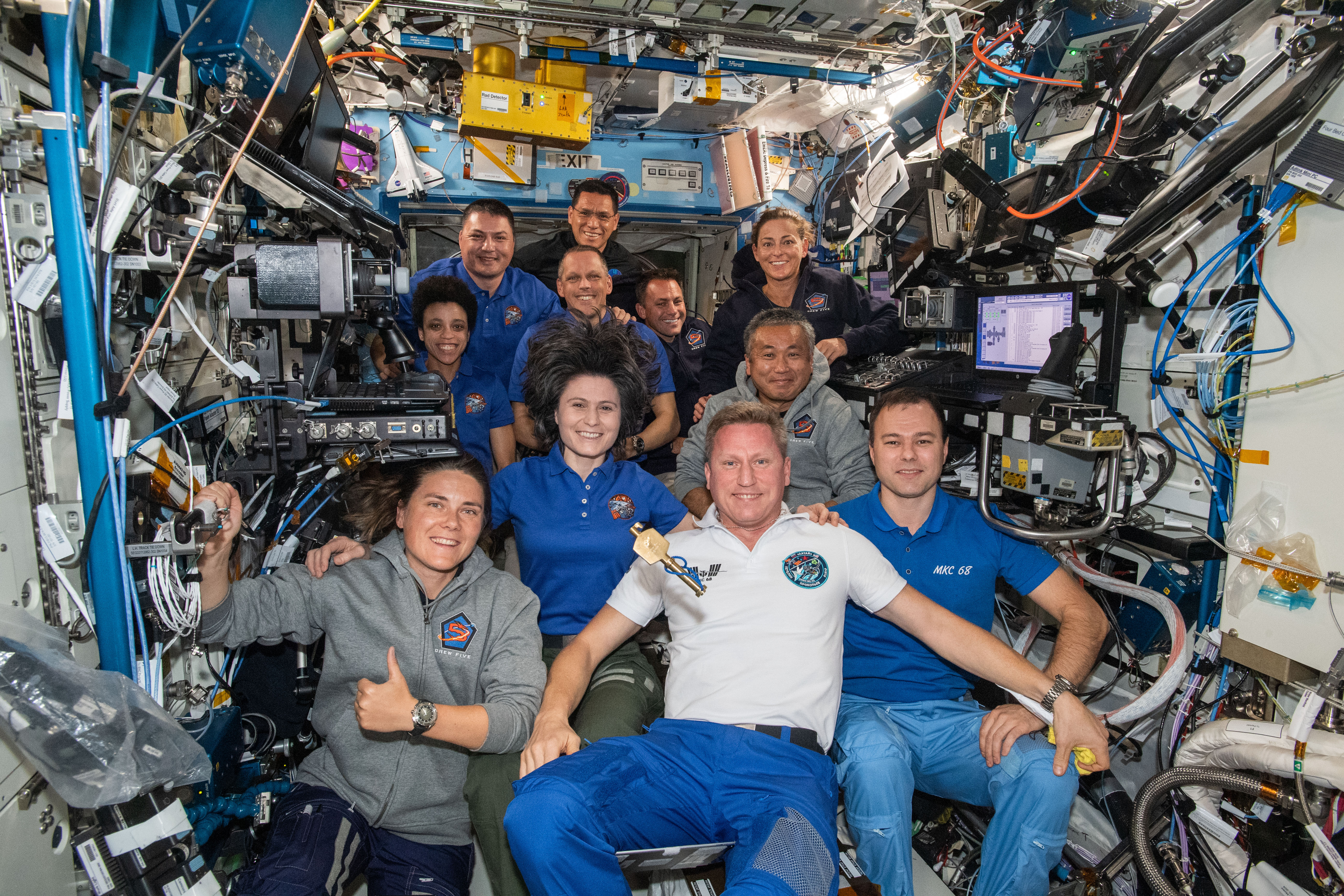
Экипаж МКС-68 и корабля «Союз МС-22»

На 25 ноября планировался очередной выход в открытый космос космонавтов Прокопьева и Петелина, однако из-за нештатной работы насосов в системе охлаждения одного из скафандров, выход был перенесён на другую дату. 15 декабря, в ходе подготовки космонавтов к выходу на внешнюю поверхность МКС, было обнаружено повреждение внешней обшивки приборно-агрегатного отсека транспортного пилотируемого корабля «Союз МС-22», пристыкованного к станции. Экипаж доложил в ЦУП о срабатывании сигнализатора системы диагностики корабля, свидетельствующего о падении давления в системе охлаждения. Визуальный осмотр корабля подтвердил утечку, после чего было принято решение отменить выход по техническим причинам. Для установления причин произошедшего, космонавт Анна Кикина с помощью камеры на манипуляторе ERA, провела фотографирование и видеосъемку внешней поверхности корабля. Данные переданы на Землю, специалисты приступили к изучению изображений и принятия решения по дальнейшим действиям.

### Эксперимент
В рамках миссии был проведён эксперимент по работе с 3D принтером. Запуск принтера с целью проверки его работоспособности был осуществлен ранее, но основная задача по работе с ним лежит на экипаже «Союза МС-22». Первые полученные результаты будут доставлены на Землю экипажем Олега Артемьева. Суть эксперимента с использованием 3D-принтера в отработке аддитивных технологий производства изделий из полимерных материалов в космических условиях.

### Груз
На борту корабля, вместе с экипажем, были доставлены около 120 кг полезных грузов, такие как, санитарно-гигиеническое обеспечение медицинского контроля, бортовая документация и расходные элементы служебной аппаратуры, одежда и личные вещи космонавтов, питания и свежие продукты, а также укладки для проведения научных экспериментов «Экон-М», «Биопленка», «Взаимодействие-2», «Биомаг-М», «МСК-2», «ФАГЕН», «Кардиовектор», «Цитомеханариум» и «Рефлекс».
На Землю корабль привезёт 200—250 кг грузов, в том числе неисправный аккумулятор одного из скафандров «Орлан-МКС», падение напряжения в котором привело к отмене выхода в открытый космос по российской программе.

### Разгерметизация системы охлаждения

Утечка технической жидкости с корабля «Союз МС-22»

15 декабря 2022 года произошла разгерметизация внешнего контура системы охлаждения (радиатора), вследствие повреждения внешней обшивки приборно-агрегатного отсека (ПАО) корабля; в трансляции НАСА было видно как из «Союза МС-22» бьют фонтаны технической жидкости (хладагента). Анна Кикина с помощью камеры на европейском манипуляторе ERA сфотографировала и провела видеосъемку внешней поверхности корабля. Приоритетна версия столкновения с частицей космического мусора (вначале исполнительный директор Роскосмоса Сергей Крикалёв предположил, что утечка могла быть вызвана попаданием в радиатор микрометеорита, также не отметена версия производственного дефекта).
Экипаж не пострадал, однако температура в корабле выросла до 30 градусов (за сутки температура внутри «Союза», по сообщениям неназванного источника «РИА новости», якобы поднялась уже до 50 градусов Цельсия; 16 декабря в Роскосмосе опровергли сообщения о повышении температуры до 50 градусов) — изменения температуры незначительны и на борту корабля она составляет 30 градусов, такая температура не представляет угрозы для работы техники или жизни экипажа (согласно документации о системах обеспечения теплового режима кораблей серии «Союз МС», температура атмосферы в обитаемой зоне корабля в норме должна лежать между плюс 18 и плюс 25 градусами), космонавты работают по графику, полёт российского сегмента МКС проходит штатно.
Космонавты провели работы с вентиляцией, чтобы устранить(?) проблему.
Проведённые тесты систем корабля показывают, что других неисправностей в нём нет. Однако источник «Московского комсомольца» указывает, что Роскосмос называет температуру в 30 градусов только для спускаемого аппарата и бытового отсека, но не приборно-агрегатного отсека, в котором и произошла пробоина и в котором, со слов источника, температура поднялась до 40-50 градусов. Экстремальная температура в ПАО прежде всего может угрожать выходом из строя приборов и «мозга» корабля — бортовой цифровой вычислительной машины (БЦВМ).

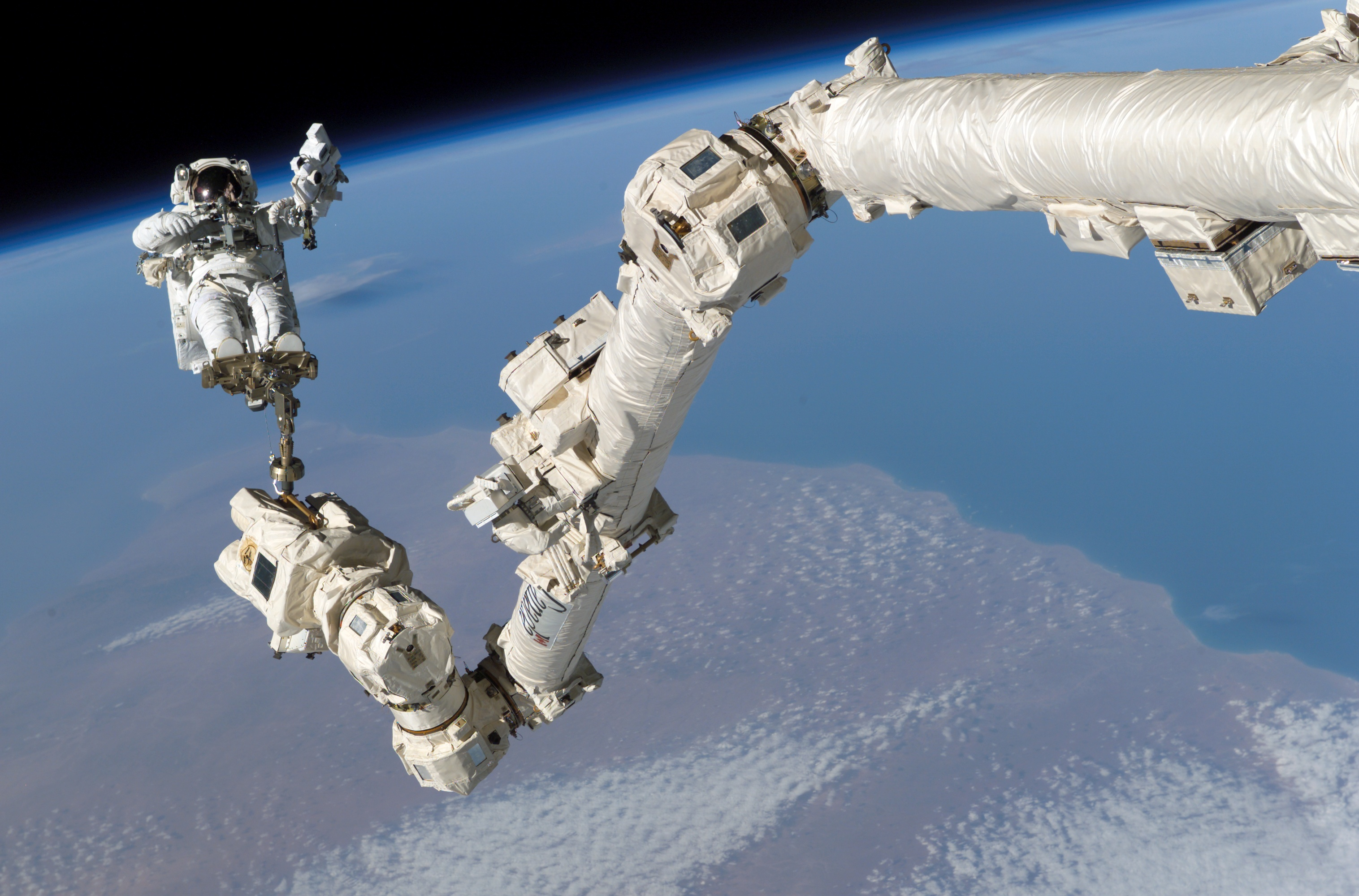
Дистанционный манипулятор «SSRMS» удерживает астронавта Стивена Робинсона

18 декабря Роскосмос сообщил, что специалистам Центра управления полётами удалось уменьшить температуру в корабле «Союз МС-22» с неисправной системой охлаждения. С помощью камер дистанционного манипулятора SSRMS американского сегмента МКС планируется осмотреть корабль.
19 декабря специалисты Роскосмоса установили точное место повреждения приборно-агрегатного отсека «Союза МС-22», — оно находится на радиаторе системы охлаждения около узла зачековки солнечной батареи (фиксирует её в определённом положении). Место повреждения было локализовано на основе изучения фото- и видеоматериалов, присланных экипажем МКС. В тот же день глава Роскосмоса Юрий Борисов сообщил СМИ, что в ПАО имеется дыра в системе охлаждения корабля диаметром 0,8 мм, которая и привела к разгерметизации отсека 15 декабря. Температура стабилизирована, не поднималась больше 30 градусов, а 16 декабря на «Союзе МС-22» были включены двигатели и специалисты убедились в их работоспособности.

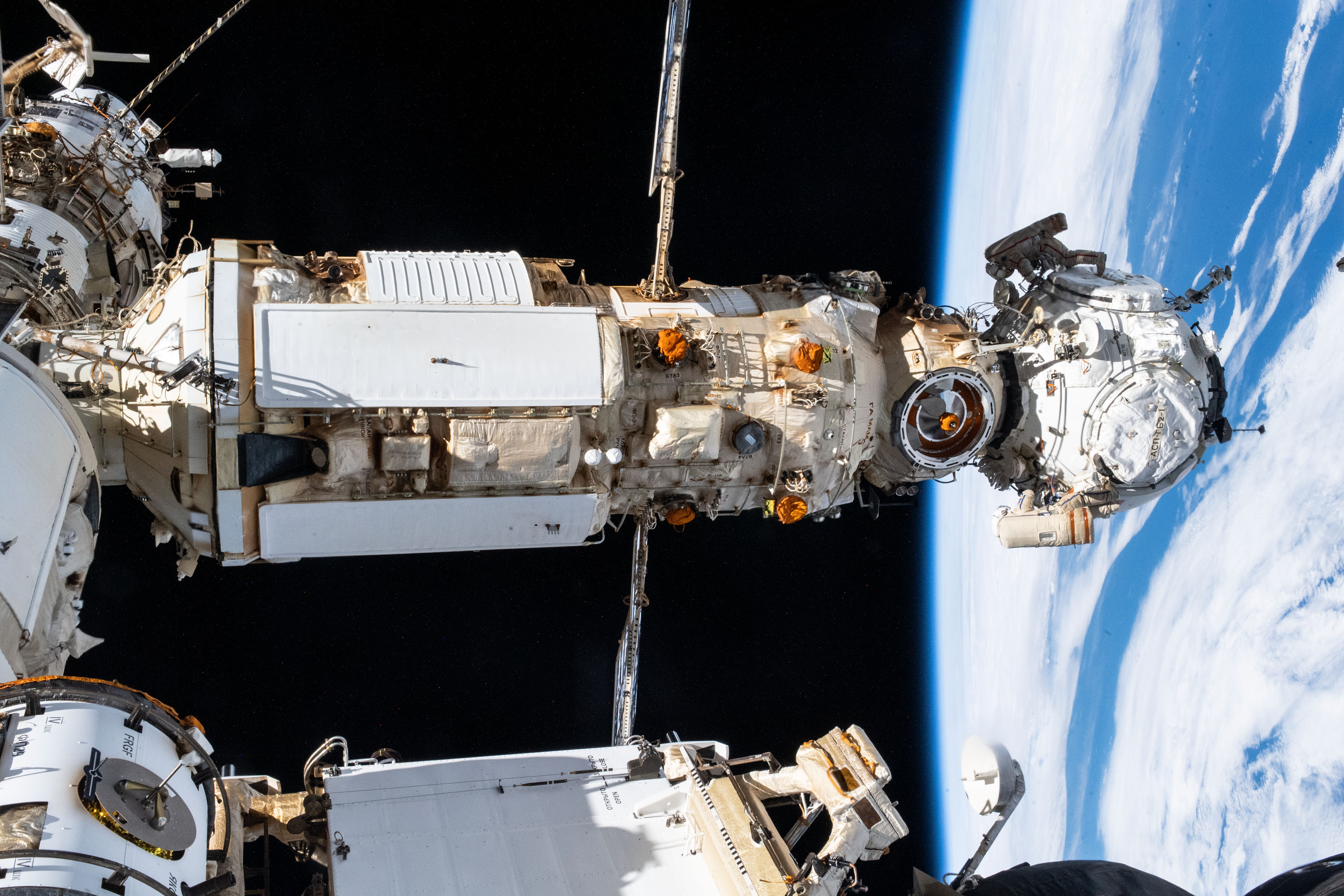
Модуль «Наука» и модуль «Причал»

20 декабря НАСА сообщило, что по итогам осмотра зоны предполагаемой утечки с использованием камер на манипуляторе Canadarm-2 18 декабря специалисты Роскосмоса рассматривают две основных версии инцидента с утечкой из системы охлаждения «Союза МС-22» — отверстие могло образоваться из-за попадания микрометеороида или это одно из заводских отверстий радиатора. 21 декабря глава Роскосмоса Ю. Борисов сообщил в эфире телеканала «Россия-24», что выход из строя радиатора корабля «Союз МС-22», по предварительному заключению комиссии, произошёл из-за внешнего механического повреждения: его мог повредить микрометеорит или же космический мусор.
Из-за инцидента был отменён как минимум до конца 2022 года выход космонавтов в открытый космос (ВКД-56) для продолжения работ по интеграции модуля «Наука» в РС МКС. Выброс хладагента из разгерметизированной системы охлаждения корабля «Союз МС-22» не влияет на безопасность работы в открытом космосе, отменённый из-за нештатной ситуации выход российских космонавтов планируется на новую дату.
21 декабря источник в ракетно-космической отрасли сообщил СМИ, что провести ремонт и проверку системы охлаждения корабля «Союз МС-22» в космических условиях невозможно, из корабля в ходе инцидента вытекло 44 литра хладагента, находившегося под давлением в 3 атмосферы. В настоящее время специалистам удалось стабилизировать температуру в корабле за счет отключения его систем и вентиляции корабля воздухом с МКС. Однако при отделении корабля от станции и включении приборов и двигателей температура в нём снова начнет расти. С учётом довольно жестких допусков по температуре для приборов «Союза» это может привести к выходу его систем из строя.
27 декабря в ЦНИИМаш состоялось совещание, на котором были заслушаны выводы двух рабочих групп, сформированных для выяснения причин нештатной ситуации, анализа технического состояния корабля и выработки рекомендаций по дальнейшим действиям.
При необходимости, может быть ускорена подготовка к запуску корабля «Союз МС-23» (19 февраля вместо 16 марта 2023 года), который полетит к МКС пустым в беспилотном режиме и вернет космонавтов на Землю.
Итоговое решение по ситуации с кораблем «Союз МС-22» с неисправной системой охлаждения комиссия примет в январе 2023 года на основе выводов рабочих групп.
11 января 2023 года глава Роскосмоса Юрий Борисов сообщил, что радиатор системы охлаждения «Союза МС-22» был повреждён в результате удара спорадическим метеороидом диаметром менее 1 мм на скорости 7 км/с, версия технического повреждения радиатора корабля не подтверждается. Корабль «Союз МС-22» будет спускаться на Землю в беспилотном варианте. Корабль «Союз МС-23» для возвращения экипажа будет запущен к МКС 20 февраля в беспилотном режиме с доставкой грузов. Из-за ситуации с повреждённым радиатором корабля госкомиссия приняла решение продлить полёт космонавтов Сергея Прокопьева, Дмитрия Петелина и астронавта Фрэнка Рубио с возвращением на Землю на корабле «Союз МС-23». Представители НАСА согласились с выводами Совета главных конструкторов и подтвердили готовность оказать необходимое содействие.
11 февраля произошла похожая разгерметизация системы терморегулирования на корабле «Прогресс МС-21», пристыкованном к модулю «Поиск». В связи с этим Роскосмос проведёт дополнительный анализ причин обеих аварий для выявления возможной систематической проблемы.

### Посадка
28 марта 2023 года в 14:45:58 мск спускаемый аппарат беспилотного корабля «Союз МС-22» приземлился в районе казахстанского города Жезказган. С МКС на «Союзе МС-22» доставлены 218 кг грузов, в том числе результаты научных экспериментов и оборудование станции для анализа или повторного использования.

## Эмблема экипажа
Эмблема экипажа выполнена в форме круга. В верхней части нанесены: позывной экипажа — «Алтай» и государственные флаги стран-участниц полёта (слева России, справа США). В том же поле внизу вписаны фамилии участников экспедиции на МКС. В верхней части внутреннего круга представлено: вверху — стилизованное изображение станции, внизу — изображение пилотируемого корабля «Союз МС». Под кораблём — название и его порядковый номер корабля «Союз МС-22», направление полёта которого устремлено к МКС. Под ним — изображение Земли. МКС окружают три звезды, соответствующие количеству членов экипажа корабля. Лебедь символизирует командира экипажа — полковника Воздушно-космических сил Российской Федерации Сергея Прокопьева, который во время прохождения военной службы летал на самолёте Ту-160, который российские пилоты называют «Белый лебедь». Справа от трёх звёзд — стилизованное изображение черепахи, символизирующее название набора астронавтов НАСА 2017 года Turtles (англ. «черепахи»), участником которого является Франсиско Рубио. Рядом с лебедем размещена фигура в форме паруса, образованная тремя дугами окружностей, радиусы которых пропорциональны радиусам трёх небесных тел: Земли, Марса и Луны. Это эмблема набора в отряд космонавтов Роскосмоса, в который был отобран Дмитрий Петелин.
25 марта 2023 года Роскосмос представил новую эмблему корабля «Союз МС-22», который должен приземлиться в беспилотном режиме 28 марта. Эмблема выполнена в форме круга. В центре изображен корабль на фоне звёзд и планеты Земля. Наверху эмблемы — логотип Роскосмоса, внизу — название корабля.